# Inflorescència

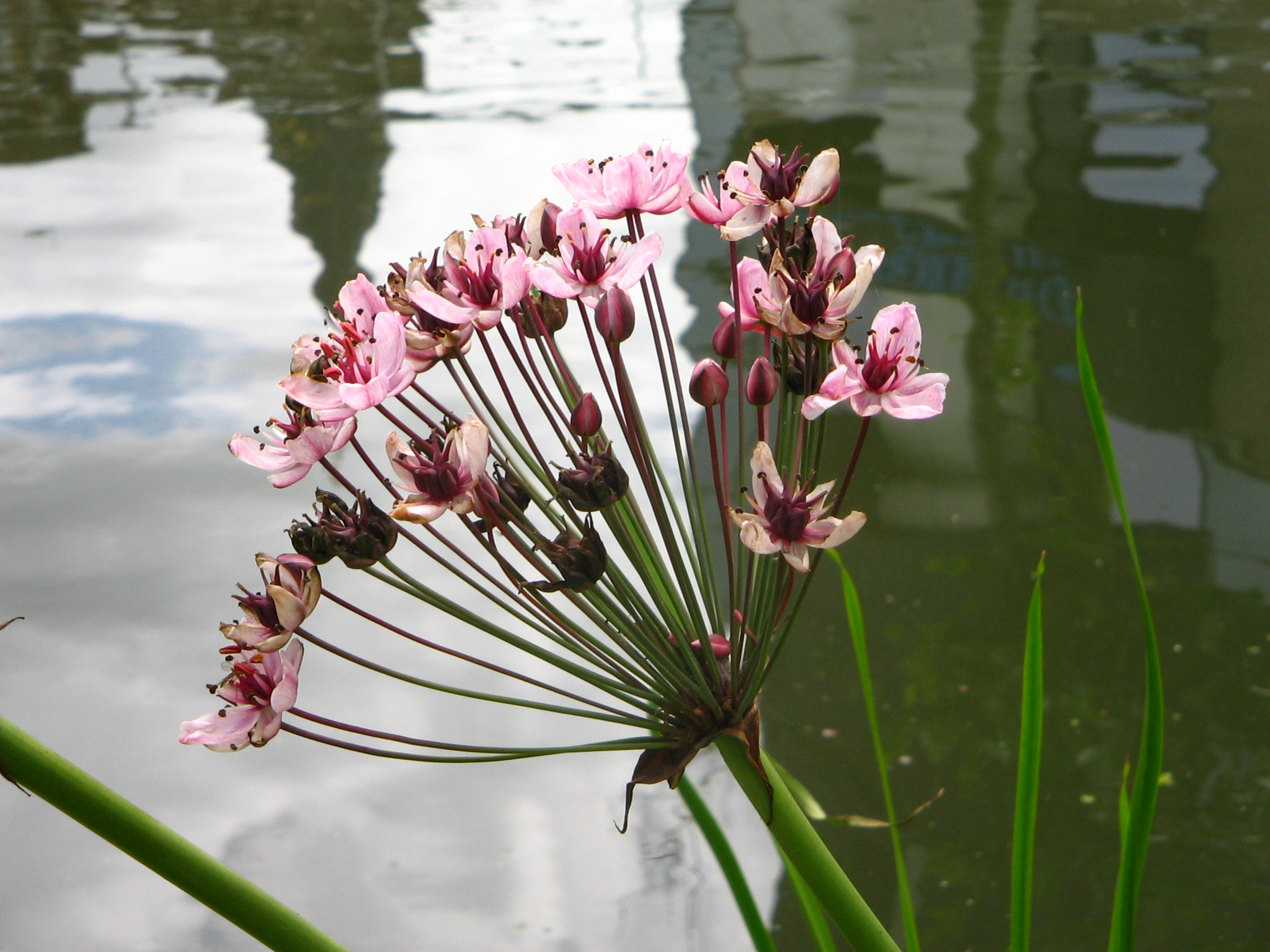
Inflorescència en umbel·la de Butomus umbellatus

La inflorescència és el conjunt de flors agrupades i, per extensió, la disposició de les flors sobre la tija en les angiospermes. Etimològicament prové del llatí inflorescere que significa literalment "cobrir-se de flors". Apareixen en nombre, concentració i simetria més o menys determinats. La seva funció és contrarestar la tendència general de les flors a fer-se cada cop més petites. Sovint, també intervenen en l'atracció dels pol·linitzadors i en l'optimització de les seves visites. En els casos extrems, són molt condensades i arriben a substituir la flor com a unitat de pol·linització a l'aparentar una única gran flor (pseudants).
Sovint les inflorescències presenten hipsofil·les en forma de bràctees i bractèoles. El suport de tota la inflorescència s'anomena peduncle (igual que el suport d'una flor solitària); els petits peduncles de les flors particulars són els pedicels. Des del punt de vista anatòmic una inflorescència és un sistema de branques especialitzat que té la funció de fer de suport a un conjunt de flors. La fructificació d'una inflorescència és coneguda com una infructescència.

## Característiques generals
La classificació de les inflorescències és força complexa i se'n distingeixen tipus molt diversos, amb una rica nomenclatura. De manera genèrica, cal distingir entre inflorescències. Així, les inflorescències poden ser descrites a partir de moltes característiques diferents; per exemple, la disposició de les flors respecte al peduncle, l'ordre de floració de les flors i com els diferents grups de flors s'agrupen en el seu si.

### Morfologia
La inflorescència pot presentar una sola flor, com en el cas de la magnòlia o el tulipa, o constar de dos o més flors com en el gladiol i el blat. En el primer cas es denomina inflorescència uniflora i en el segon se l'anomena pluriflora o multiflora. Les inflorescències uniflores poden ser terminals com en la magnòlia, o axil·lars com en la camèlia, i consten generalment d'un pedicel i algunes bràctees i es correspondrien amb les flors solitàries. En els casos en què la inflorescència pluriflora simula una sola flor, com per exemple el capítol de les asteràcies, l'espàdix de les aràcies o el ciati d'Eufòrbia, se l'anomena genèricament pseudant.
Els òrgans constitutius de les inflorescències pluriflors són les flors proveïdes o no del pedicel, l'eix principal o receptacle comú, el peduncle i les bràctees. El pedicel és la part de la tija que sosté la flor; a vegades és molt curt, i altres vegades és nul; en aquest cas la flor es diu sèssil. L'eix principal o raquis és la part allargada de la tija que porta les branques floríferes; si és curt i està eixamplat en forma de plat s'anomena receptacle comú. El peduncle, és la part de la tija que suporta el raquis o el receptacle comú. L'eix que surt de la base arrosetada de la planta o d'un òrgan subterrani es diu escape. Les bràctees o hipsofil·les són les fulles modificades, generalment menors que les fulles normals, acolorides o verdoses, que neixen sobre el raquis o acompanya a les flors. De vegades falten, com en el cas de les brassicàcies, altres vegades reben noms especials, com ara glumes i glumel·les en les poàcies i ciperàcies, o espata en les aràcies i palmeres. En altres casos les bràctees formen òrgans protectors de les flors (involucre), com la cúpula de Quercus i l'eriçó del castanyer. La bractèola és la primera bràctea d'una branca axil·lar i està disposada del costat oposat a la fulla normal. En les monocotiledònies és bicarenada i pel dors, còncau, s'adossa l'eix que porta la branca. A les espiguetes o espícules de les poàcies aquesta bractèola rep el nom de pàlea o glumel·la superior.

### Disposició respecte a les bràctees
Les inflorescències tenen un òrgans foliars modificats respecte als habituals de la part vegetativa de la planta. Tenint en compte el sentit més ampli del terme, qualsevol fulla associada amb una inflorescència és una bràctea. Les bràctees normalment es troben en el node a la tija principal de la inflorescència i unida a la tija principal de la planta, però altres bràctees poden existir dins de la inflorescència en si mateixa. Algunes són ben especialitzades i amb funcions diverses, com les que serveixen per a l'atracció dels pol·linitzadors i les que doten de protecció a les flors joves. Segons la presència o absència de bràctees i les seves característiques, podem distingir:
- Inflorescències ebracteades: No hi ha bràctees a la inflorescència.
- Inflorescències bracteades: Les bràctees de la inflorescència són molt especialitzades, de vegades reduïdes a petites escates o dividides.
- Inflorescències amb bràctees foliars: Encara que sovint de mida reduïda, les bràctees són no especialitzades i s'assemblen a les fulles típiques de la planta, així que el terme "tija floral" s'aplica generalment en lloc d'inflorescència. Aquest ús no és anatòmicament correcte, ja que, malgrat la seva "aparença normal", aquestes fulles són bràctees.
- Inflorescències bracteadofoliars: intermedi entre la inflorescència bracteades i les frondoses.

Si les bràctees són presents i estan estretament vinculades, com en la família Asteraceae, les bràctees col·lectives s'anomenen com un involucre. Si la inflorescència té una segona unitat de bràctees més amunt, llavors s'anomenen involucel.

Inflorescència ebracteada.
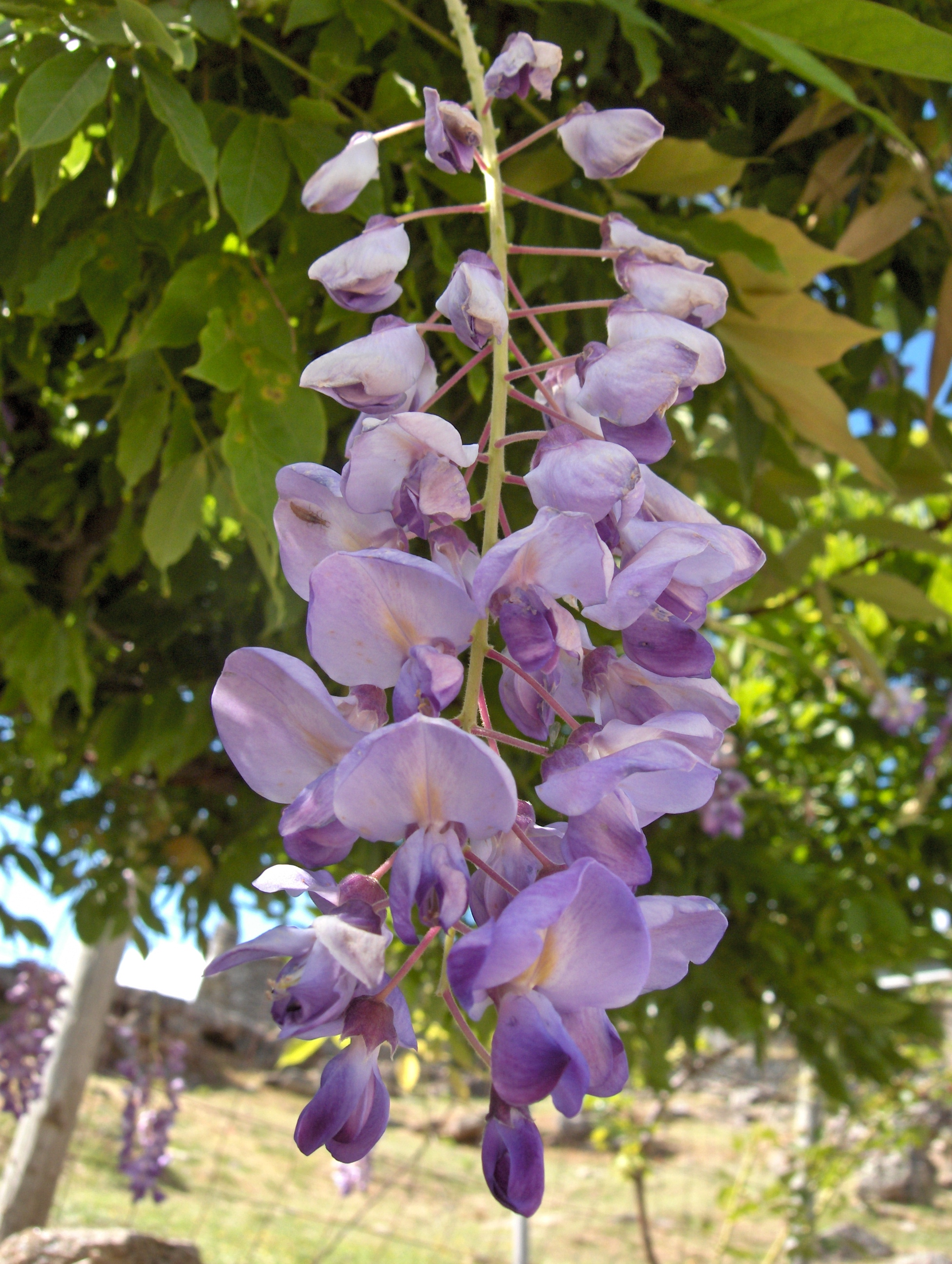
Wisteria sinensis
Inflorescència bracteada.
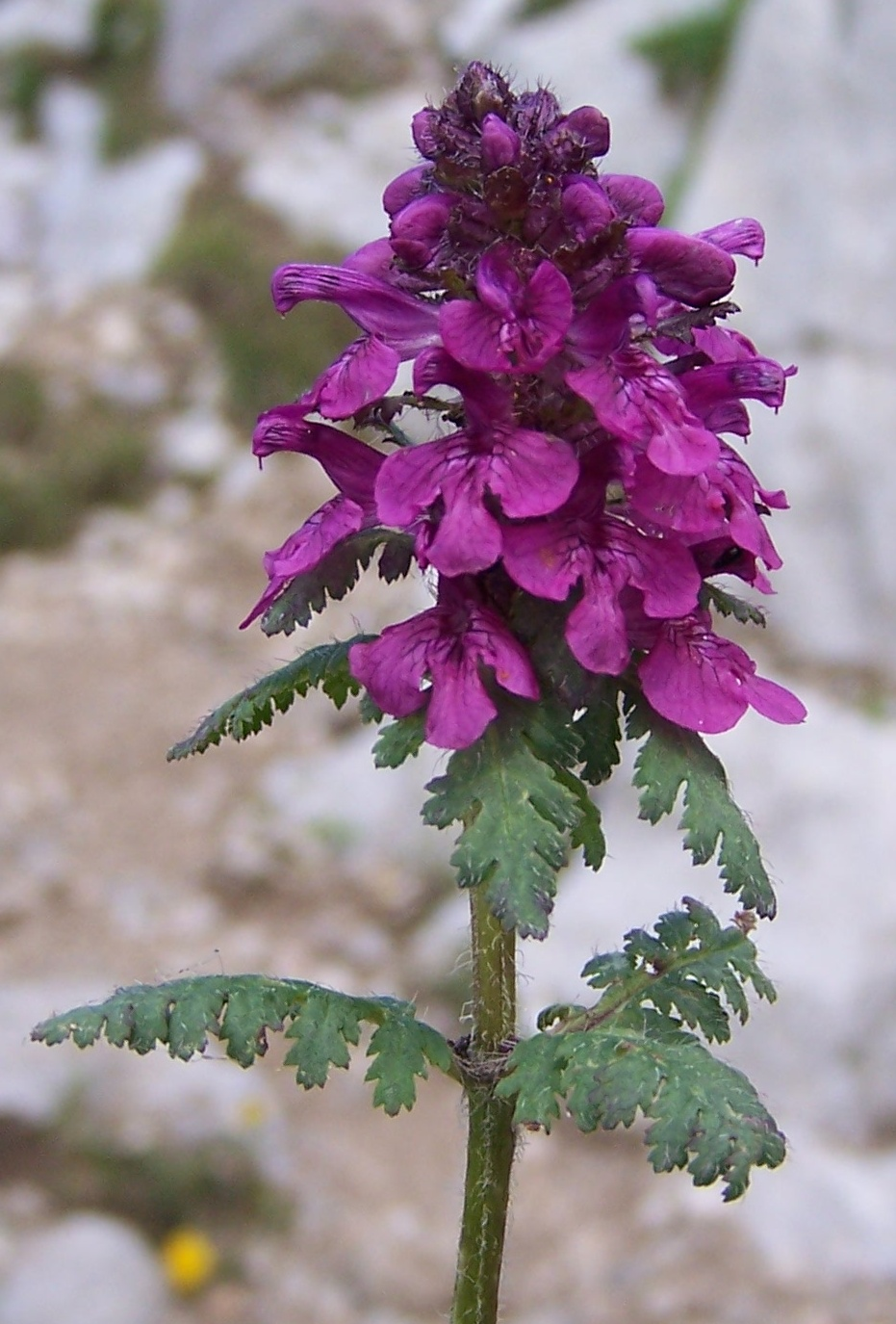
Pedicularis verticillata.
Inflorescència bracteado-foliar.
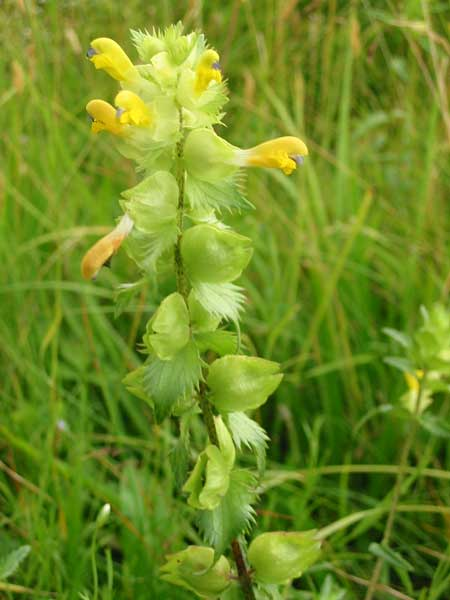
Rhinanthus angustifolius.
Inflorescència foliar.
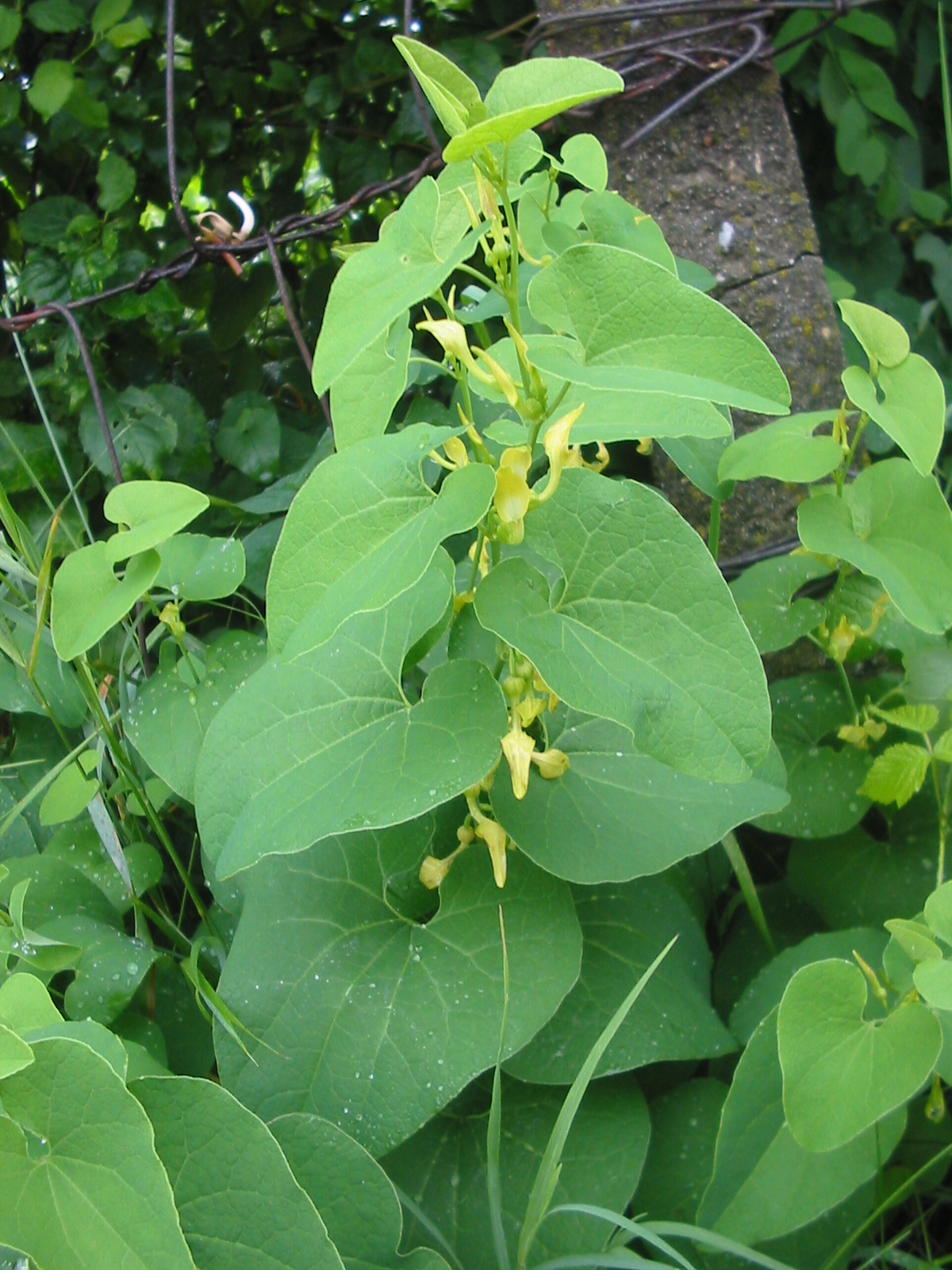
Aristolòquia clematídia (Aristolochia clematitis).

### Disposició respecte a la flor terminal
Els òrgans de la planta poden créixer d'acord amb dos règims diferents: monopòdic i simpòdic. Les inflorescències d'aquests dos patrons diferents de creixement s'anomenen indeterminades o determinades, i indica si existeix una flor terminal i on comença la floració de la inflorescència.
- Inflorescència indeterminada: creixement monopòdic. El brot terminal segueix creixent i la formació de les flors laterals també. Mai sorgeix una flor terminal.
- Inflorescència determinada: creixement simpodial. S'insinua una flor terminal i després avorta. Altres flors, després, creixen a partir de gemmes laterals.

Les inflorescències indeterminades i determinades també sovint estan definides com a obertes i tancades, respectivament.
En les inflorescències determinades la flor terminal sol ser la primera a madurar (desenvolupament precursiu), mentre que altres tendeixen a madurar a partir de la part inferior de la tija. Aquest patró es diu maduració acròpeta. Quan les flors comencen a madurar des de la part superior de la tija, la maduració és basípeta, mentre que quan és al centre en primer lloc, s'anomenen divergents.
- Inflorescències determinades amb maduració acròpeta
- Inflorescències determinades amb maduració basípeta
- Inflorescències determinades amb maduració divergent

En les inflorescències indeterminades no hi ha cap flor terminal real i l'eix té un final rudimentari.

- Inflorescència indeterminada amb una maduració acròpeta perfecte.
- Inflorescència indeterminada amb una maduració acrópeta i vestigis de flors laterals.
- Inflorescència indeterminada de la flor subterminal per simular-ne una de terminal.

### Filotaxis
Igual que en les fulles, les flors es poden disposar a la tija d'acord amb dos models diferents.

Flors alternades
Flors oposades

### Metatopia
Metatopia és la col·locació dels òrgans diferent de la seva posició que habitualment ocupen. La metatopia es produeix en aquelles inflorescències en què les taxes de creixement desigual fan alterar les diferents àrees de l'eix i els òrgans connectat a aquest eix. Quan una sola flor o un grup d'aquestes es troben a l'aixella d'una bràctea, la ubicació de la bràctea en relació amb la flor pot ser un excel·lent caràcter diagnòstic.
La col·locació típica de les bràctees inclou:
- Algunes plantes tenen bràctees enganxades a la inflorescència; les bràctees no estan connectades directament a les tiges amb les flors, però són adnades o adherides a la tija principal. Quan les parts fusionades són les mateixes, es parla de connades.
- Altres plantes tenen les bràctees enganxades al pedicel o al peduncle de flors simples.

La col·locació de les bràctees amb metatopia és:
- Quan la bràctea s'uneix a la flor es diu que és recaulescent; de vegades aquestes bràctees o bractèoles estan molt modificats i pot semblar que siguin apèndixs del calze de la flor. La recaulescència és la fusió de la fulla amb la tija que la sosté, per tant les fulles o bràctees són adnades al peduncle de la flor.
- Quan la formació del primordi foliar es desplaça fins a la tija clarament per sobre de la bràctea, es descriu com concaulescent.

Flor i bràctea enganxades
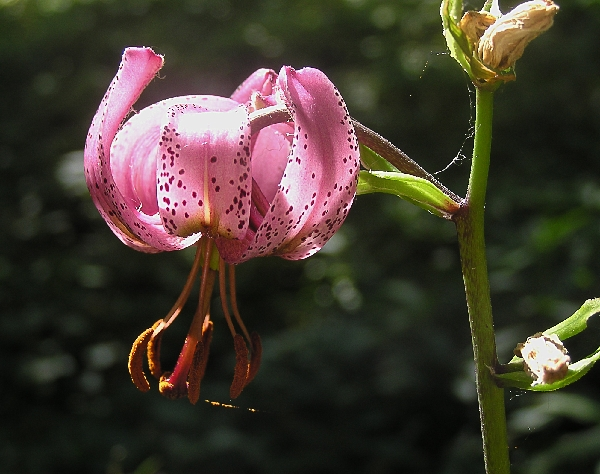
Ex: Lilium martagon
Concaulescència
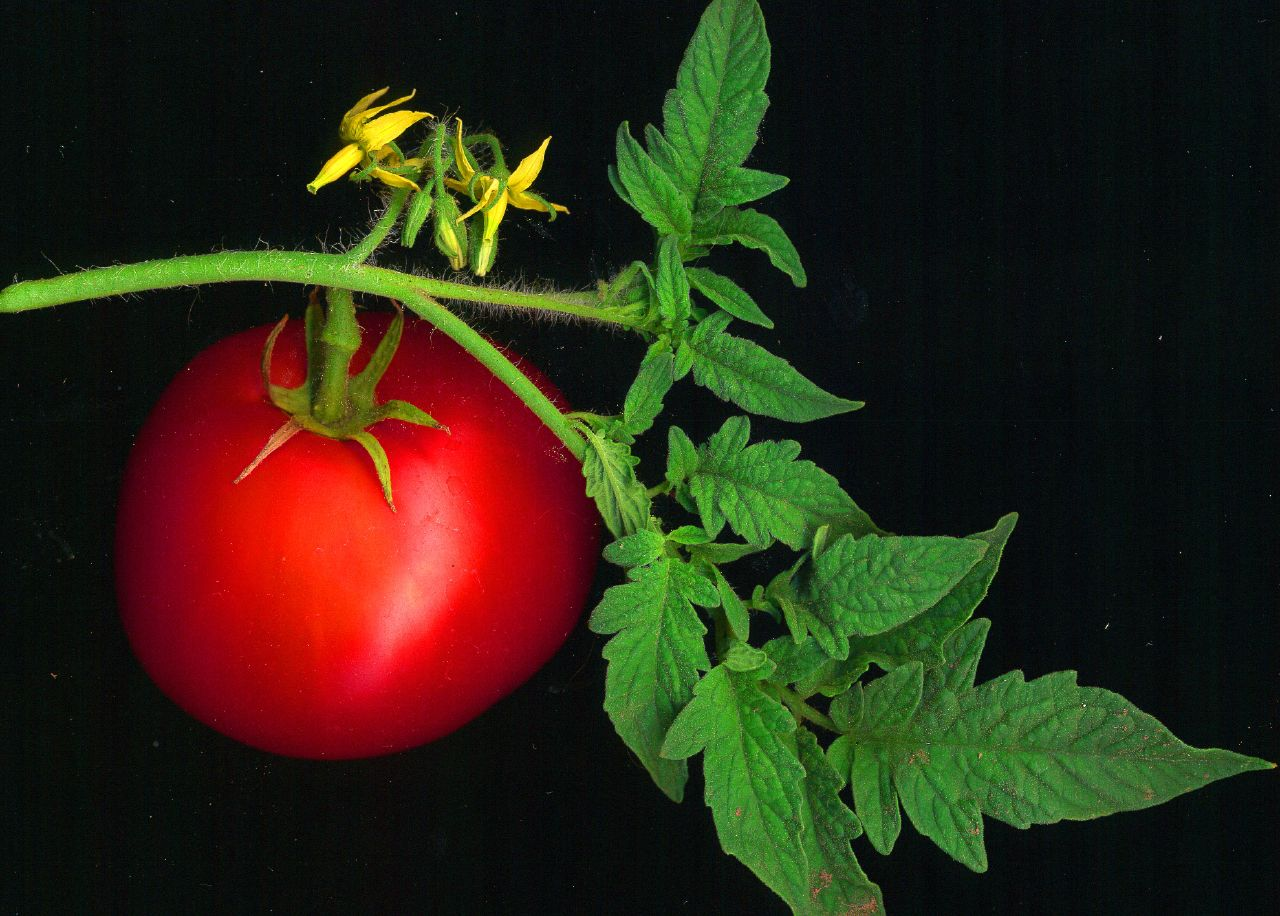
Ex: Solanum lycopersicum
Recaulescència
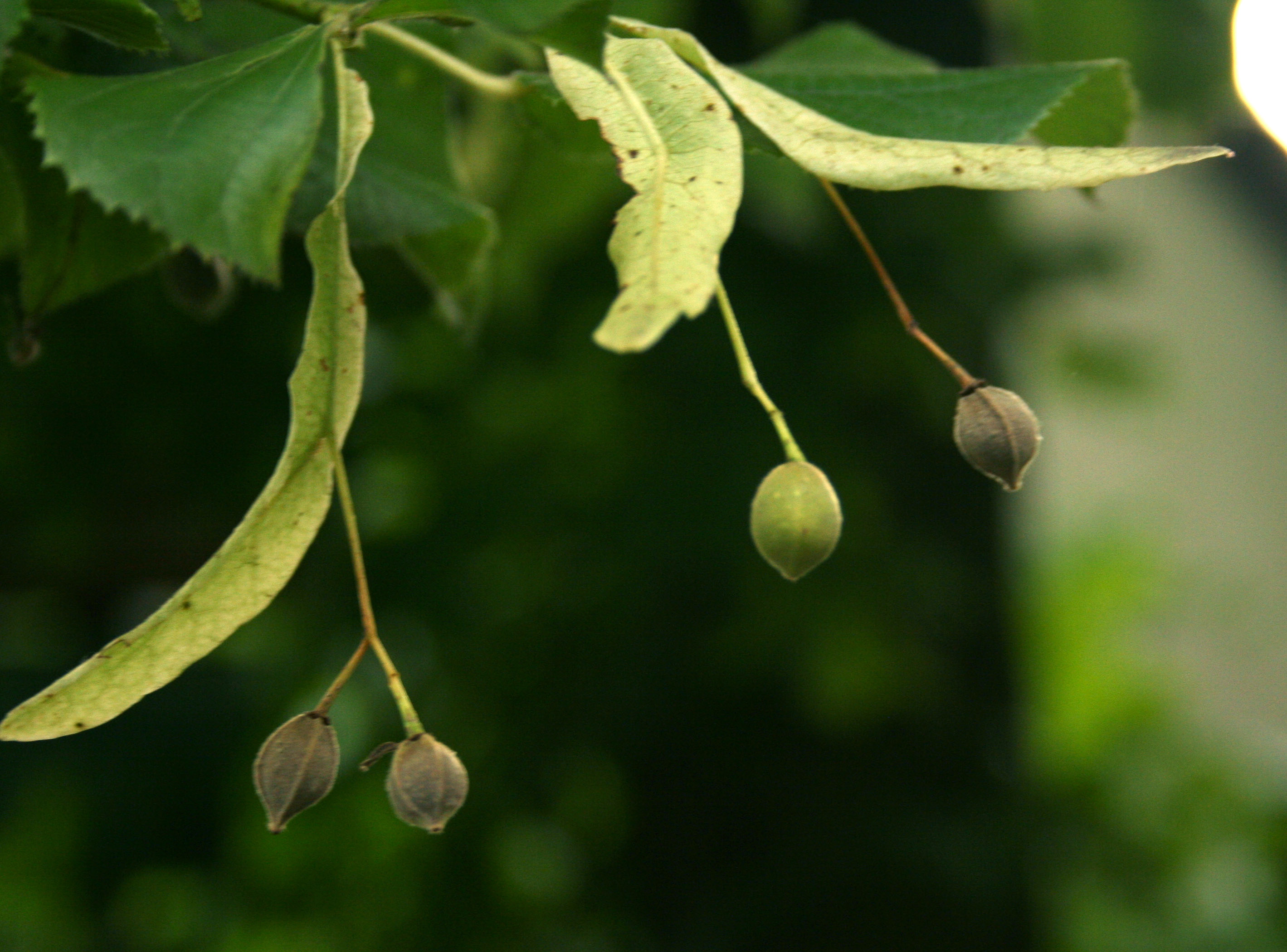
Ex: Tilia cordata

## Tipologia
Hi ha tres tipus d'inflorescència segons el tipus de ramificació: 
- Racemoses, indefinides o obertes quan l'eix creix indefinidament.
- Cimoses, definides o tancades quan l'eix acaba en una flor (cima) i el creixement passa a ser lateral.
- Compostes quan estan constituïdes per la reunió d'inflorescències simples, i porten inflorescències (ramificacions multiflores) en els llocs on les simples porten flors.

### Inflorescències racemoses
En aquestes inflorescències els meristemes apicals dels diversos eixos mantenen la seva activitat mentre dura el creixement. D'aquesta manera totes les flors són laterals i l'eix o raquis de la inflorescència creix indefinidament mentre als costats es produeixen gemmes florals que s'obren a mesura que aquell es desenvolupa. Els botons apicals, o els del centre de la inflorescència, són els últims en obrir-se. La floració és bàsicament centrípeta.
Entre les inflorescències del tipus racemoses cal esmentar-ne l'ament, el corimbe, l'espiga i el raïm, totes elles amb l'eix principal més desenvolupat; també cal esmentar el capítol, el glomèrul i la umbel·la, en les quals els eixos secundaris són, en canvi, tan desenvolupats com el principal.

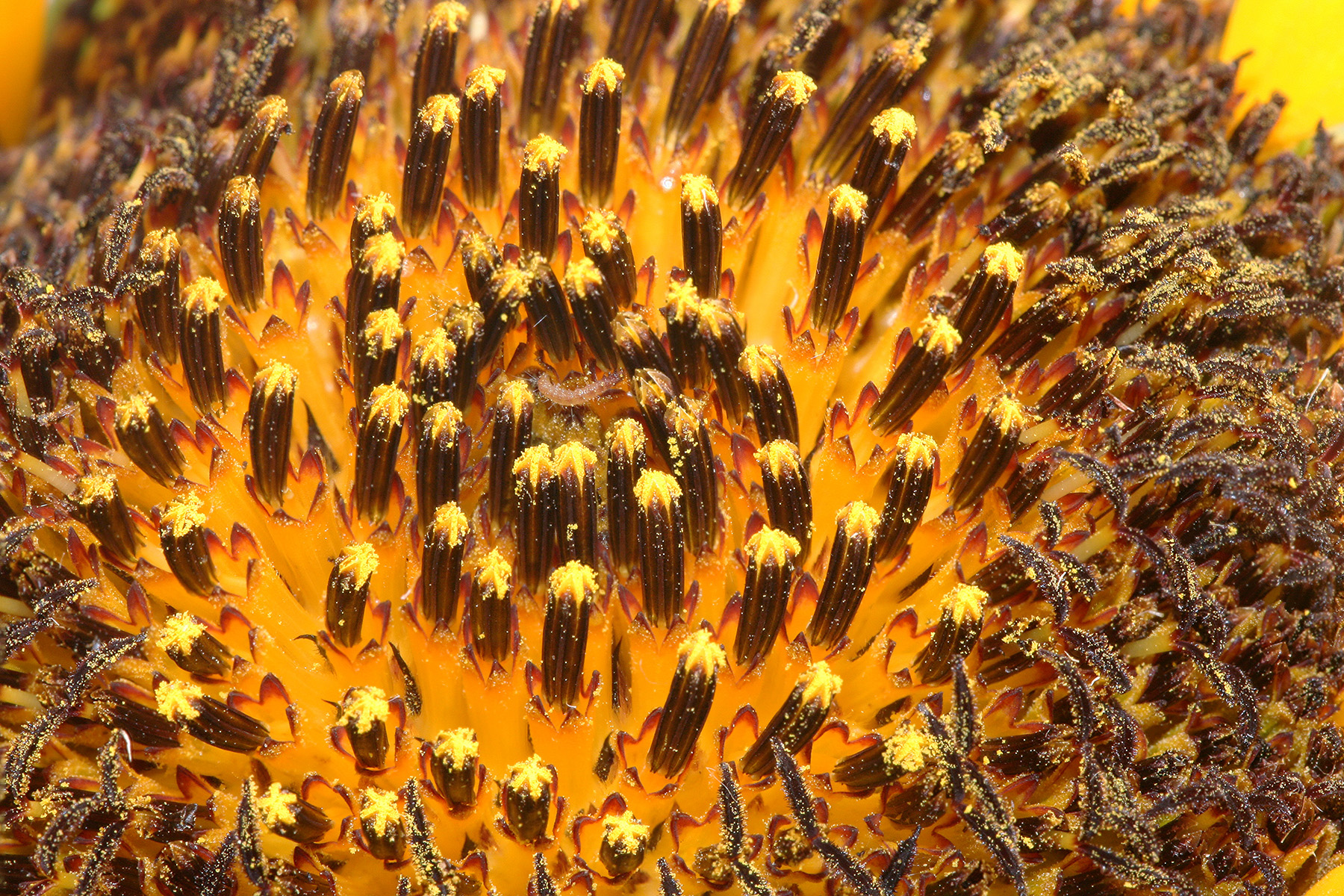
Inflorescència de flors sèssils que formen el capítol

- Ament: les flors són unisexuals amb aspecte d'espiga, sovint pèndula.
- Capítol: les flors, sèssils, es disposen sobre un disc o receptacle envoltat per bràctees que constitueixen l'involucre. És típica de les asteràcies i les dipsacàcies.
- Corimbe: les flors surten de diferents punts de l'eix principal i es disposen terminalment al mateix nivell. Això implica que la longitud dels pedicels florals s'escurcin progressivament de les flors inferiors a les superiors.
- Espàdix: espiga amb l'eix principal engruixit i flors unisexuals i que sovint és recoberta per una peça anomenada espata. És típica d'algunesmonocotiledònies com els Arum.
- Espiga: les flors s'insereixen directament a l'eix principal talment com si es tractés d'un raïm de flors sèssils. En aquest sentit és semblant al raïm, però amb flors sense peduncle. És una inflorescència típica dels plantatges i de força poàcies.
- Raïm: les flors es disposen poc o molt separades les unes de les altres al llarg d'un eix al qual són unides per un peduncle de llargada semblant. Aquesta inflorescència és típica de moltes brassicàcies
- Umbel·la: els nusos de les flors estan tan pròxims que aparenten sortir totes del mateix punt i se situen al mateix nivell. La majoria d'apiàcies tenen les inflorescències d'aquesta mena tot i que són dobles; així les umbel·les compostes tenen umbel·les que, en comptes de flors, porten al seu torn altres umbel·les més petites anomenades umbèl·lules.

Raïm
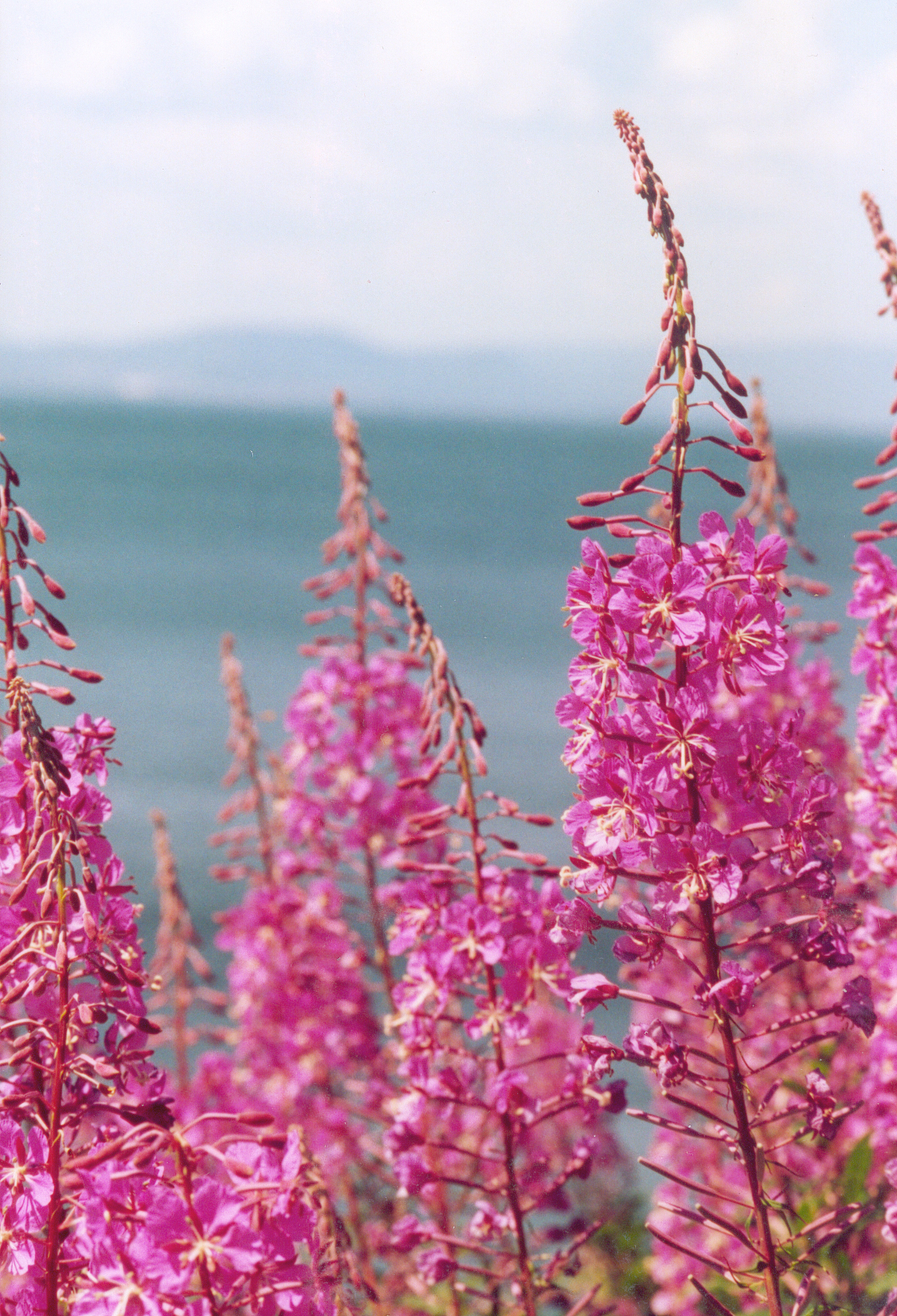
Epilobium angustifolium
Espiga
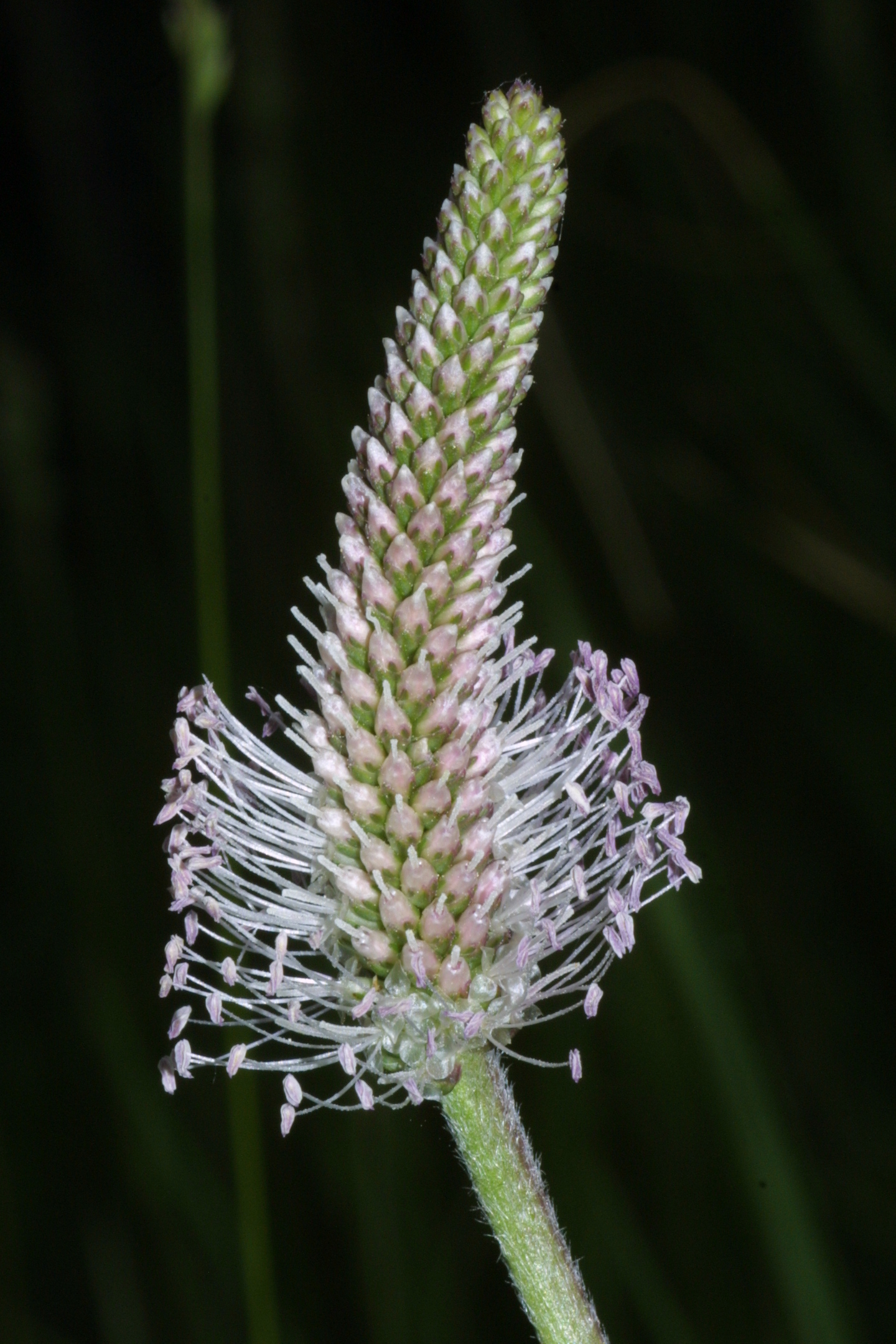
Plantago media (espiga)
Panícula racemosa
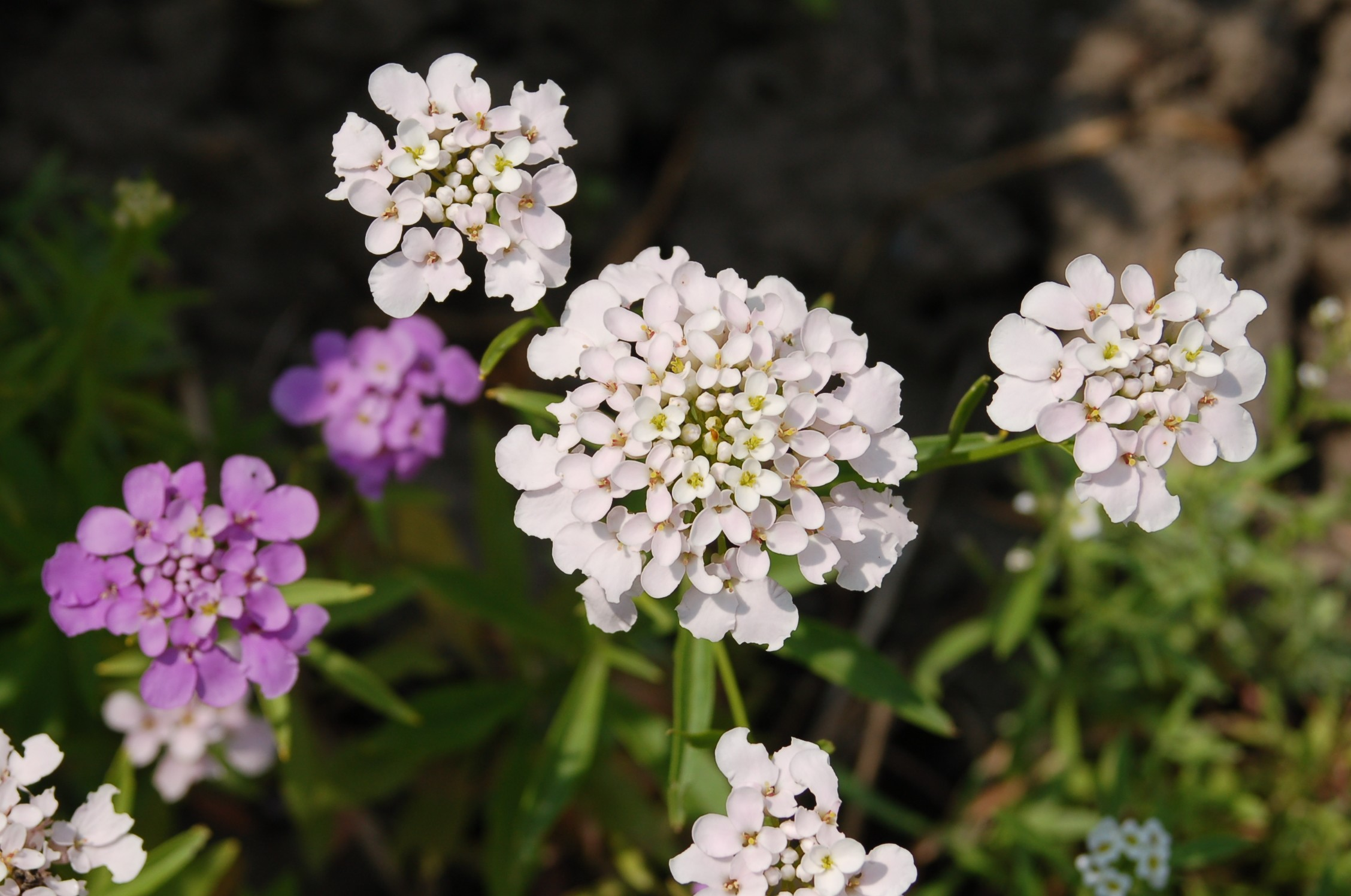
Iberis umbellata (panícula racemosa)
Umbel·la
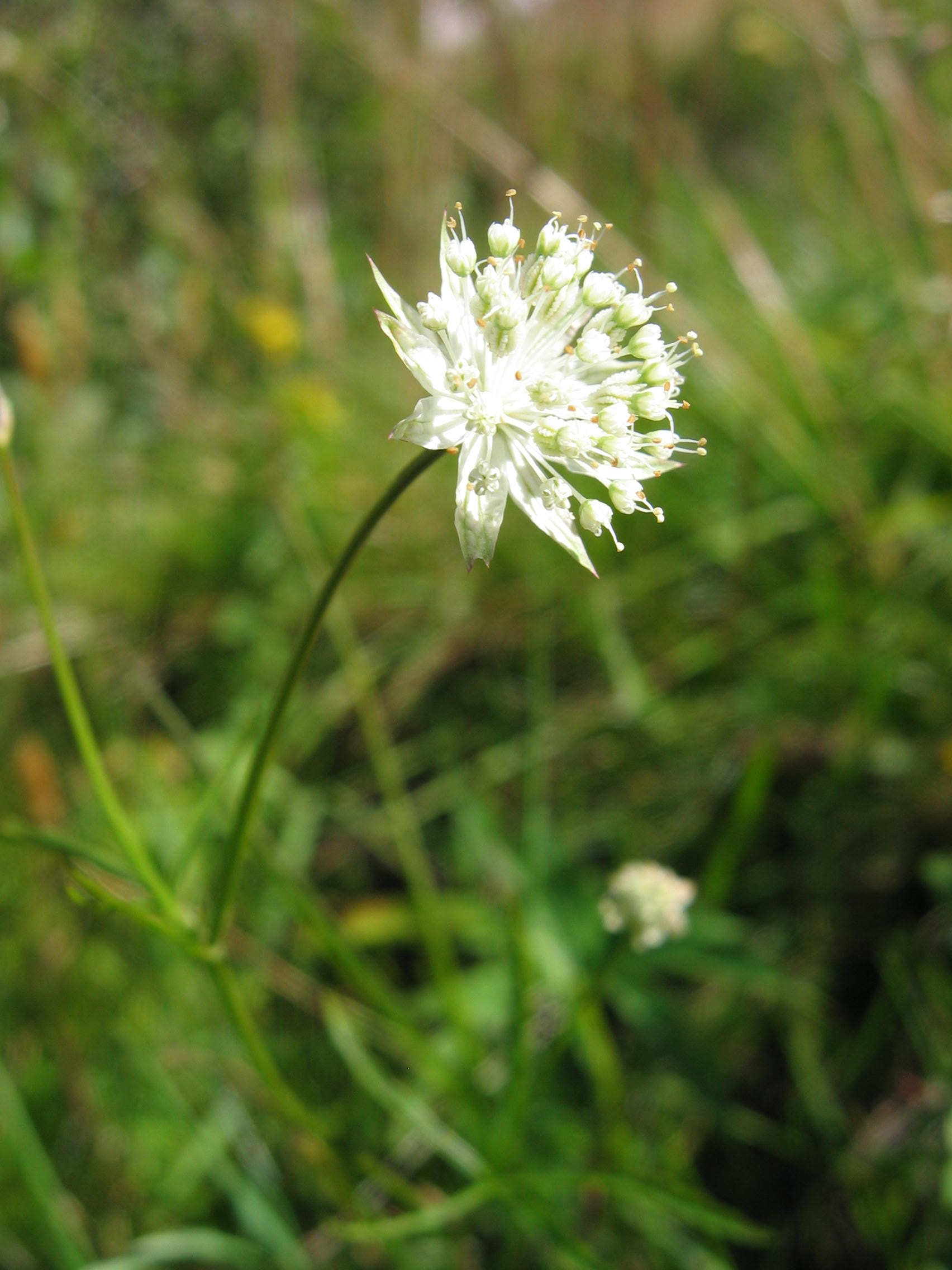
Astrantia minor (umbel·la)
Espàdix
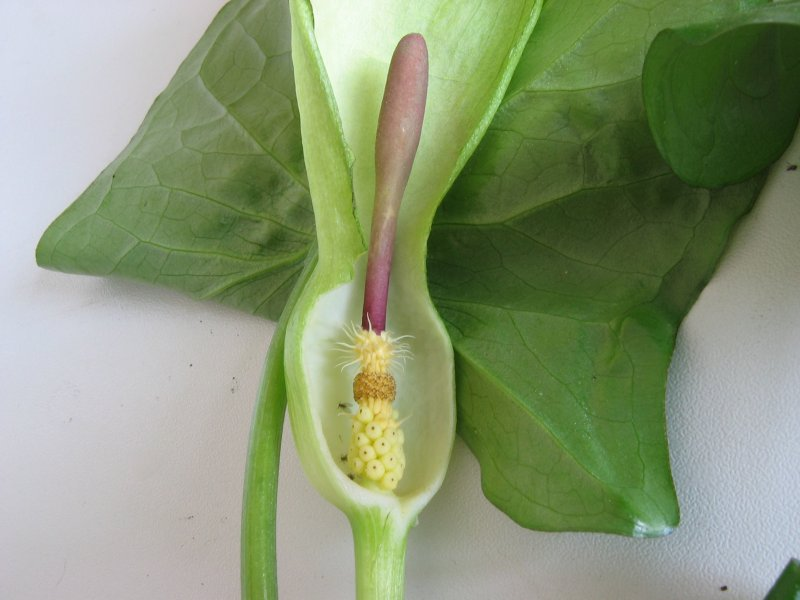
Àrum maculat (espàdix)
Capítol (rodó)
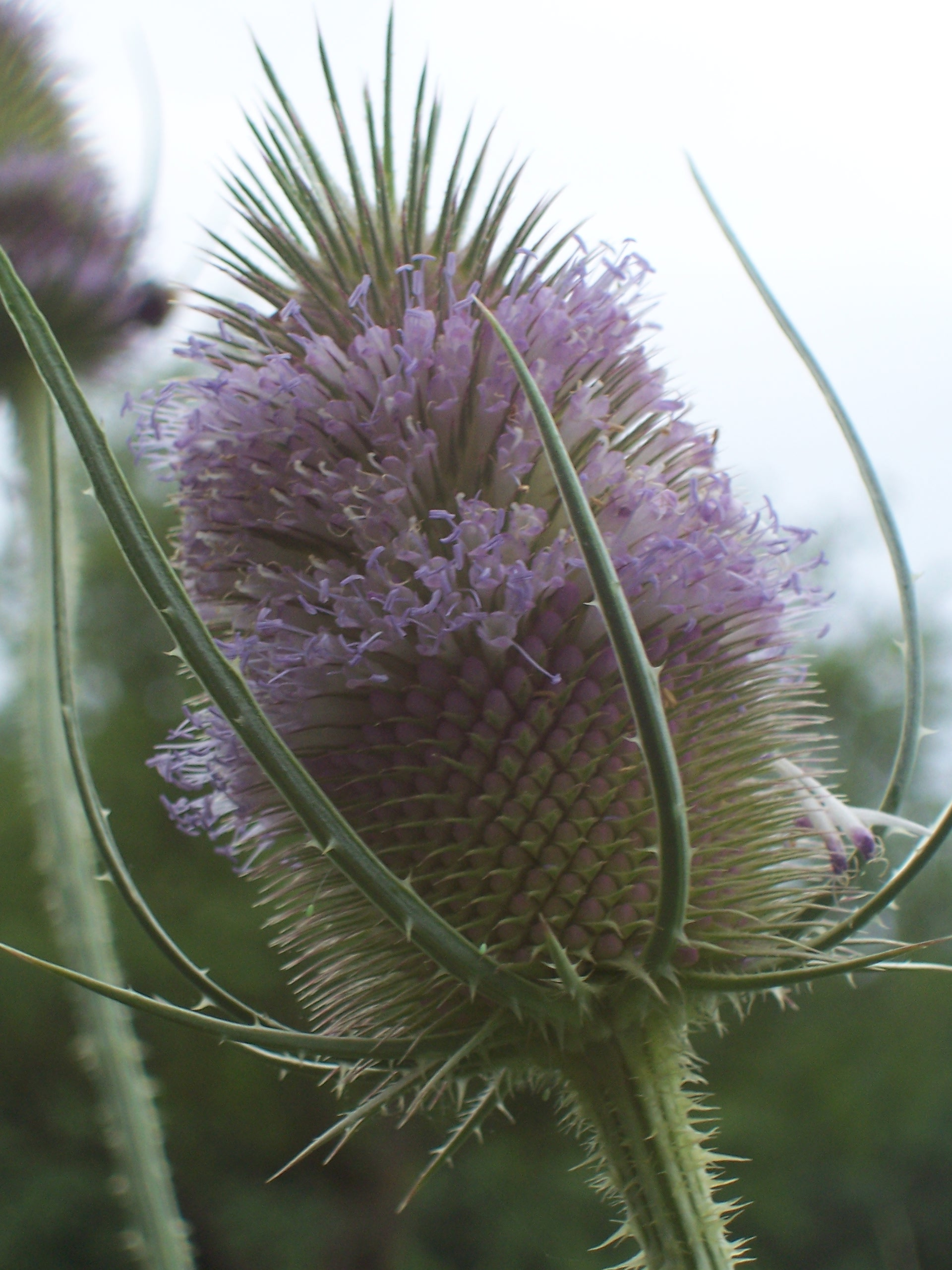
Dipsacus fullonum (capítol)
Ament (racemós o espigat)
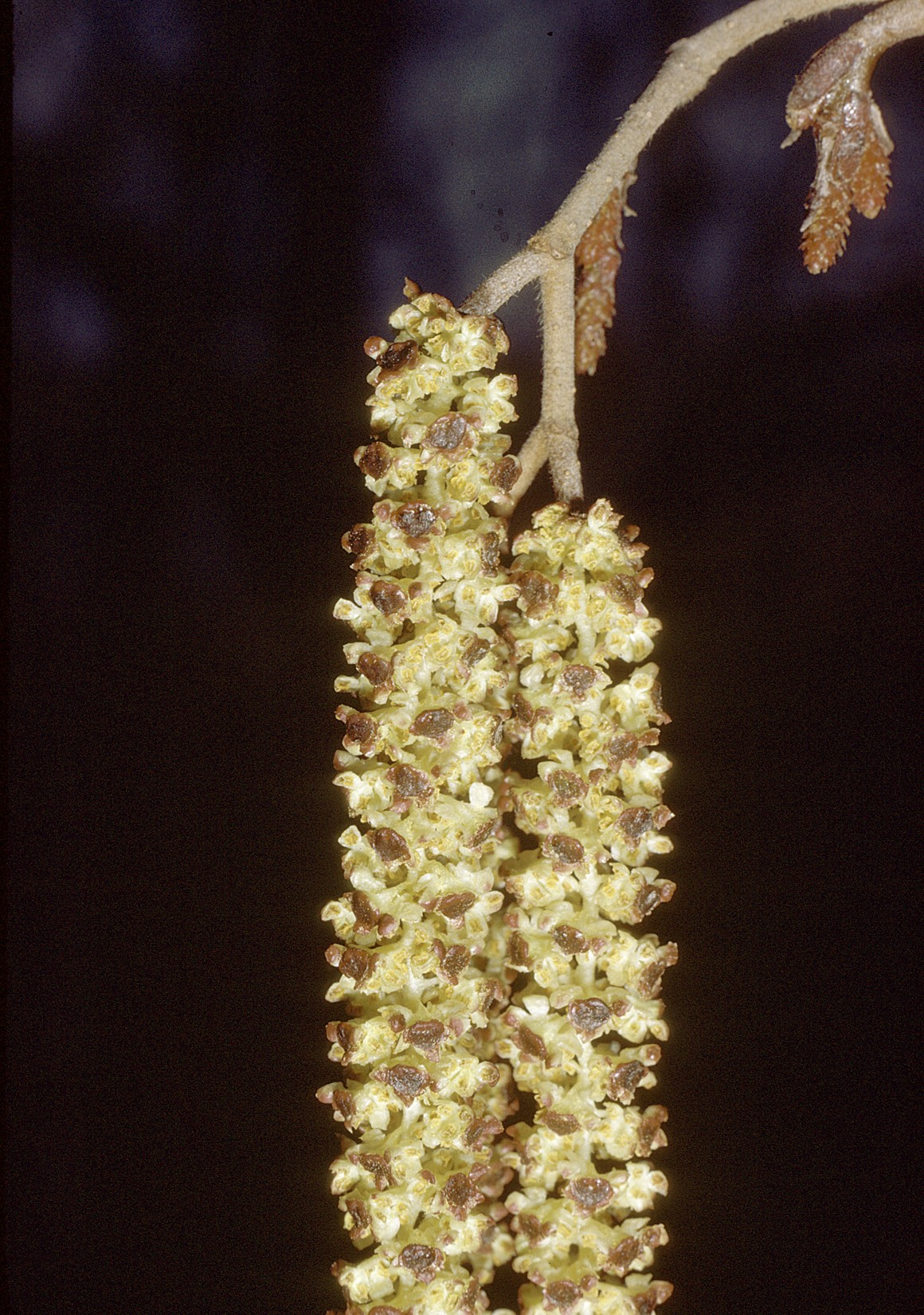
Alnus incana (ament)

### Inflorescències cimoses
En aquestes inflorescències els meristemes apicals dels diversos eixos es consumeixen en la producció de flors. Per sota de la gemma terminal convertida en flor, altres gemmes laterals produeixen nous eixos. En aquest tipus d'inflorescències totes les flors són terminals. En les inflorescències cimoses la flor terminal de l'eix principal és la primera a obrir-se, seguida de les flors terminals dels eixos de segon ordre, tercer ordre, etc.
Les inflorescències cimoses es diferencien segons el nombre de ramificacions laterals: 
- Monocasi o cima unípara: quan un eix produeix una flor i deté el seu creixement hi ha una sola branca que el continua. Troben el bòstrix i el flabel o ripidi, que són de tipus helicoide, és a dir, amb les branques que arrenquen alternativament d'un costat i de l'altre, i el cincí i el drepani, que són de tipus escorpioide, és a dir, amb les branques que arrenquen del mateix costat.
- Dicasi o cima bípara: l'eix principal, acabat en una flor, produeix dues branques, cada una de les quals en produirà a la vegada dues més i així successivament.
- Pleocasi o cima multípara: l'eix principal produeix més de dues branques després de donar la flor.

A més, les inflorescències cimoses poden presentar les flors sense peduncle i, en aquests casos, solen prendre un aspecte esfèric anomenats glomèruls.

Cima unípara helicoide
Cima unípara escorpioide
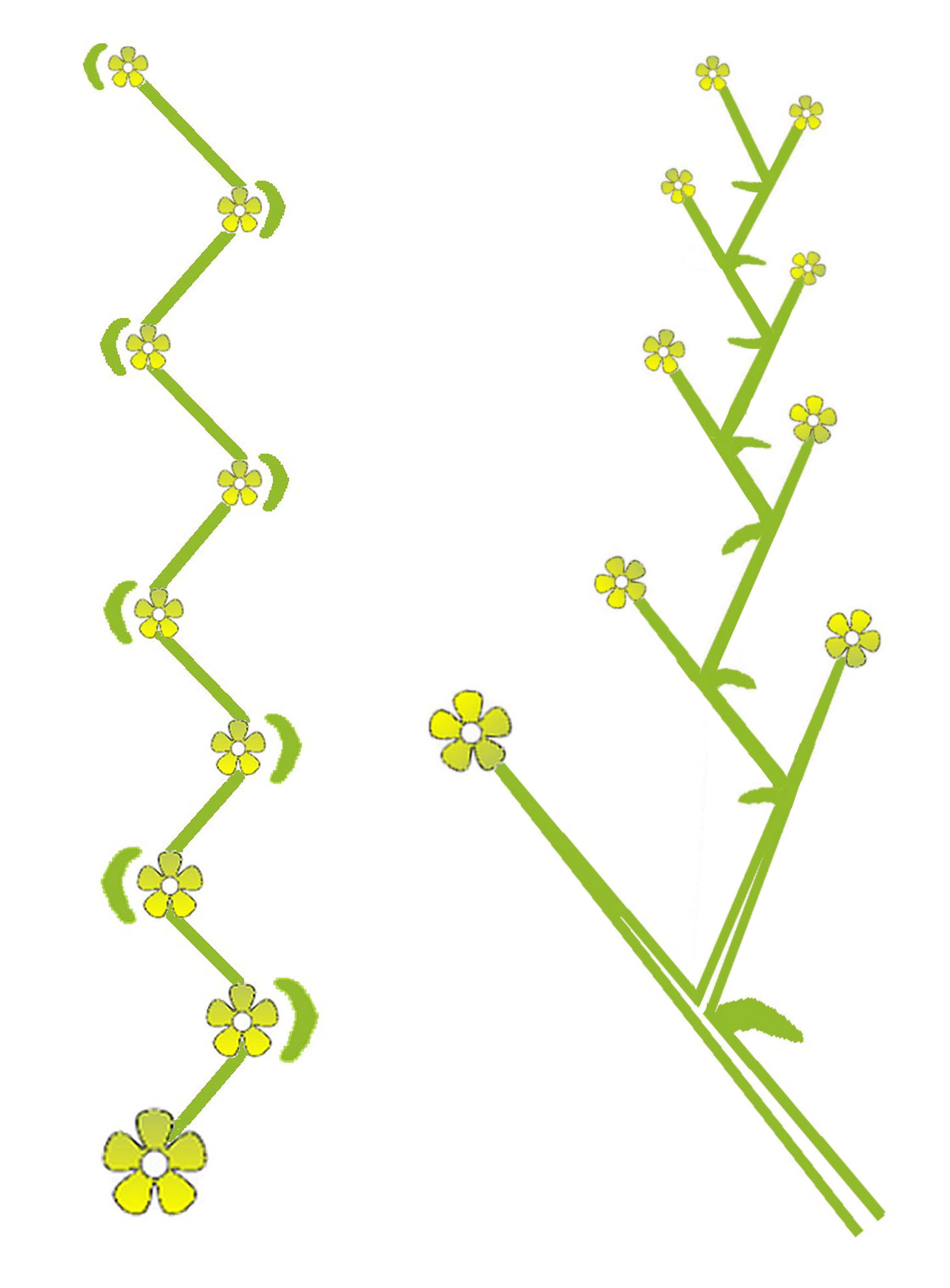
Cincí (Visió lateral i superior)
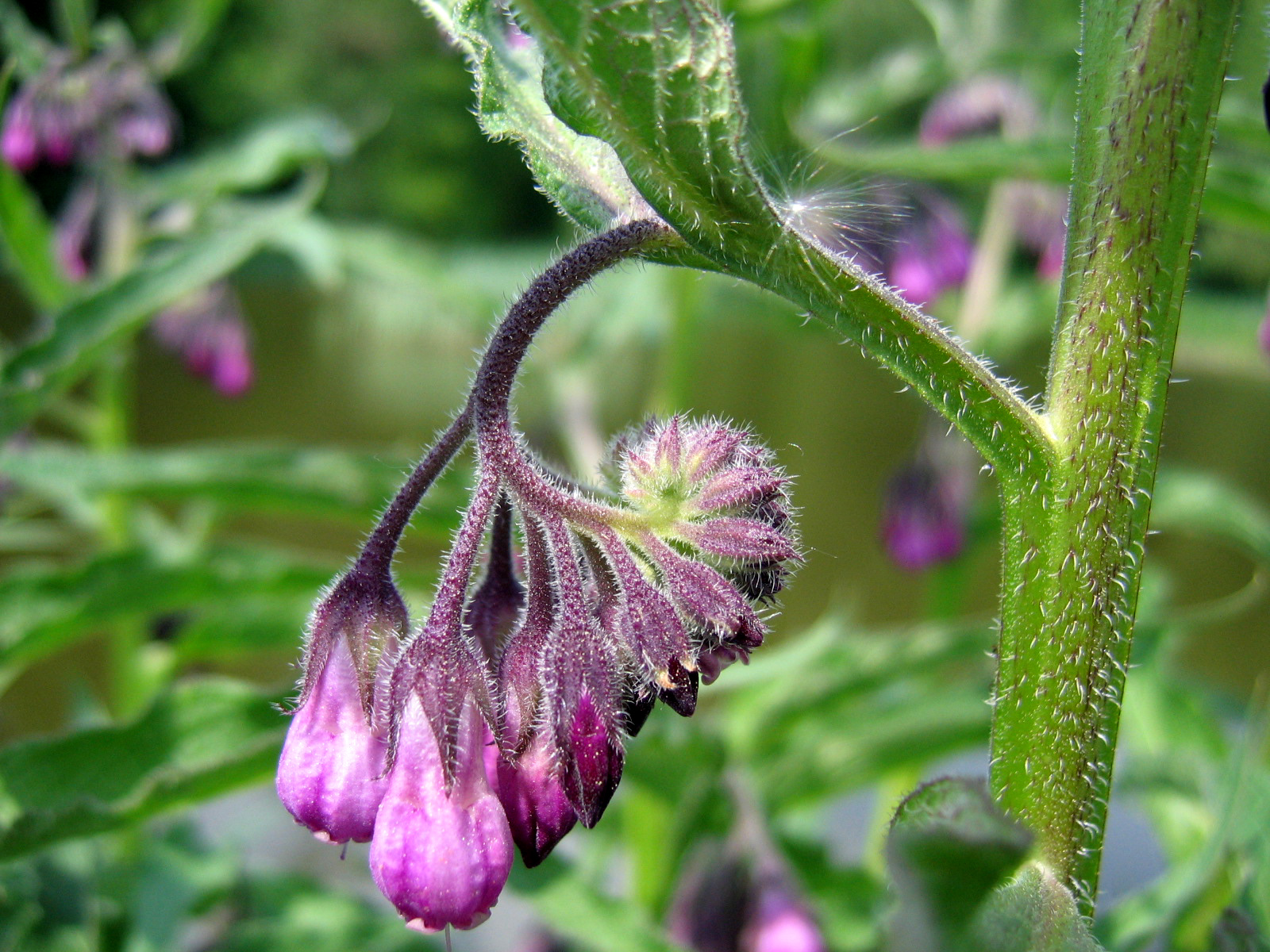
Symphytum officinale (cincí)
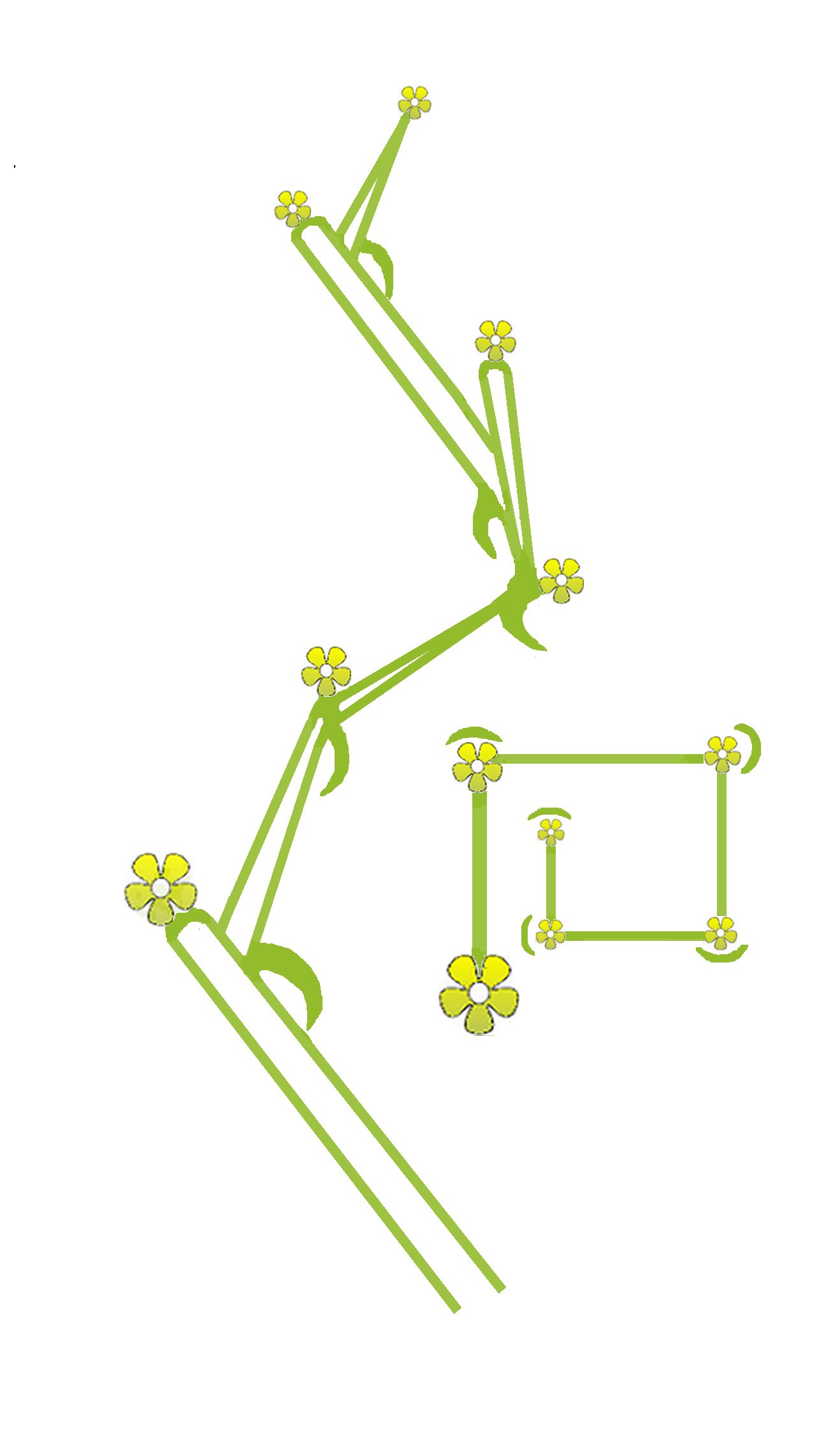
Bòstrix (Visió lateral i superior)
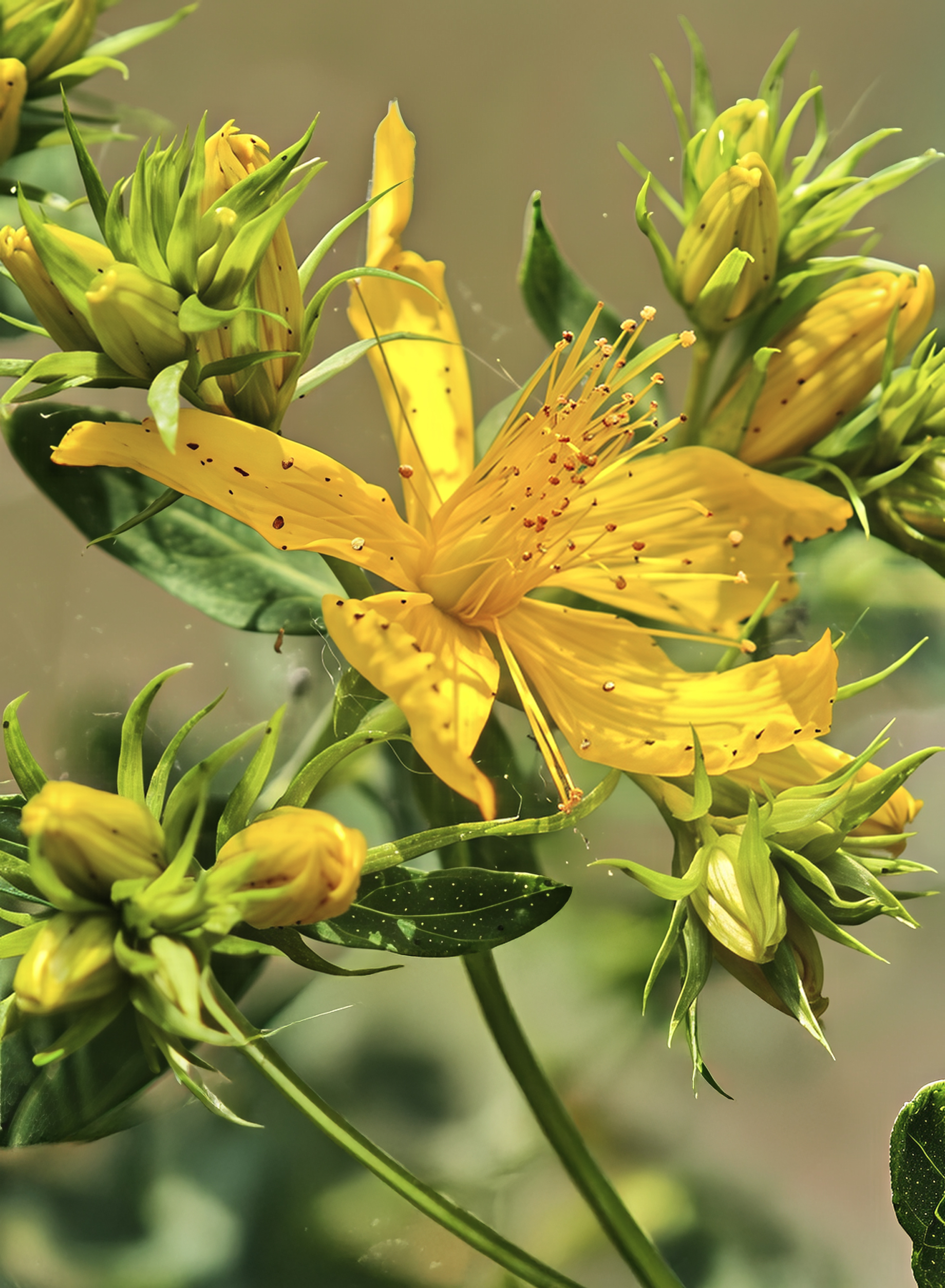
Hypericum perforatum (bòstrix)
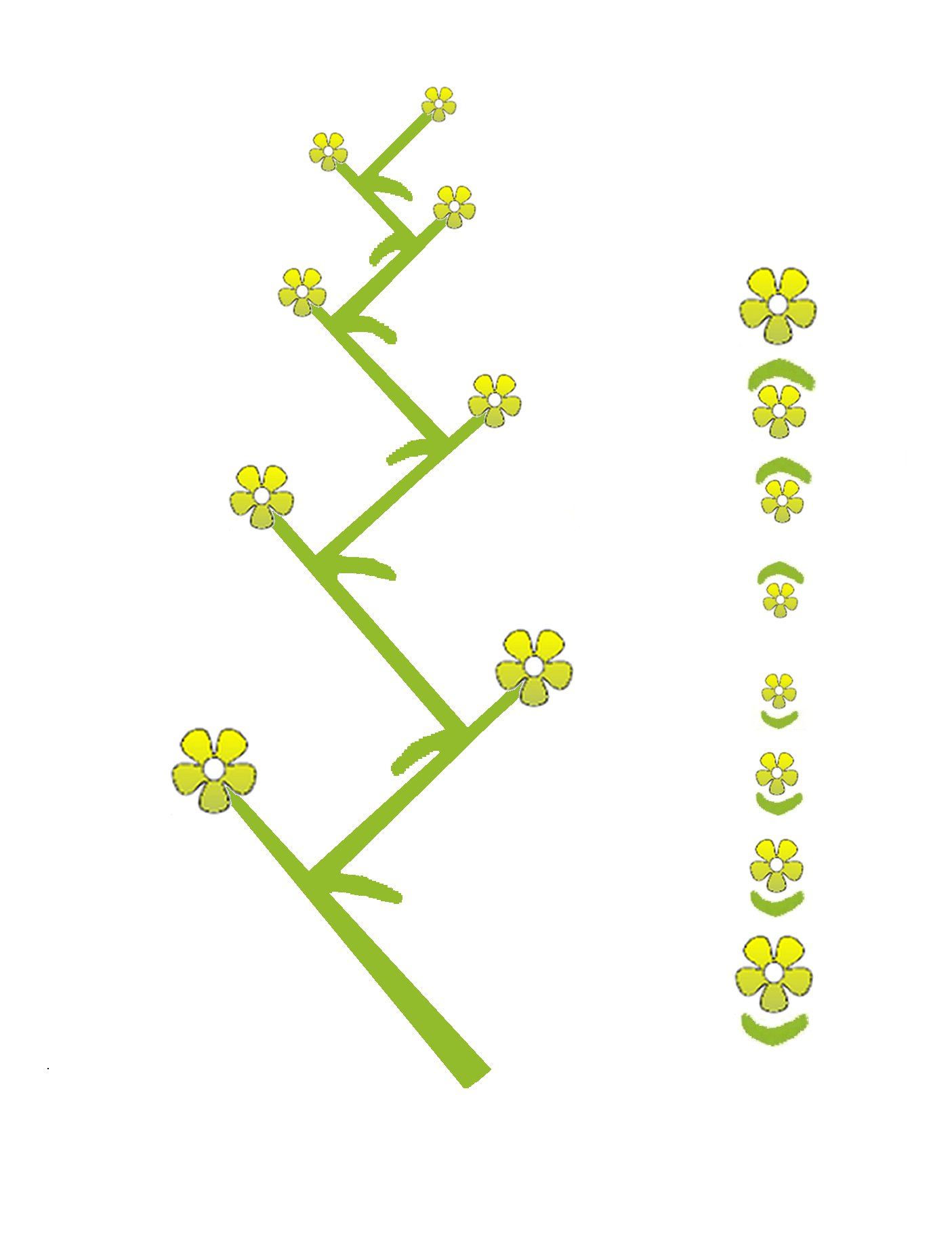
Ripidi (visió lateral i superior)
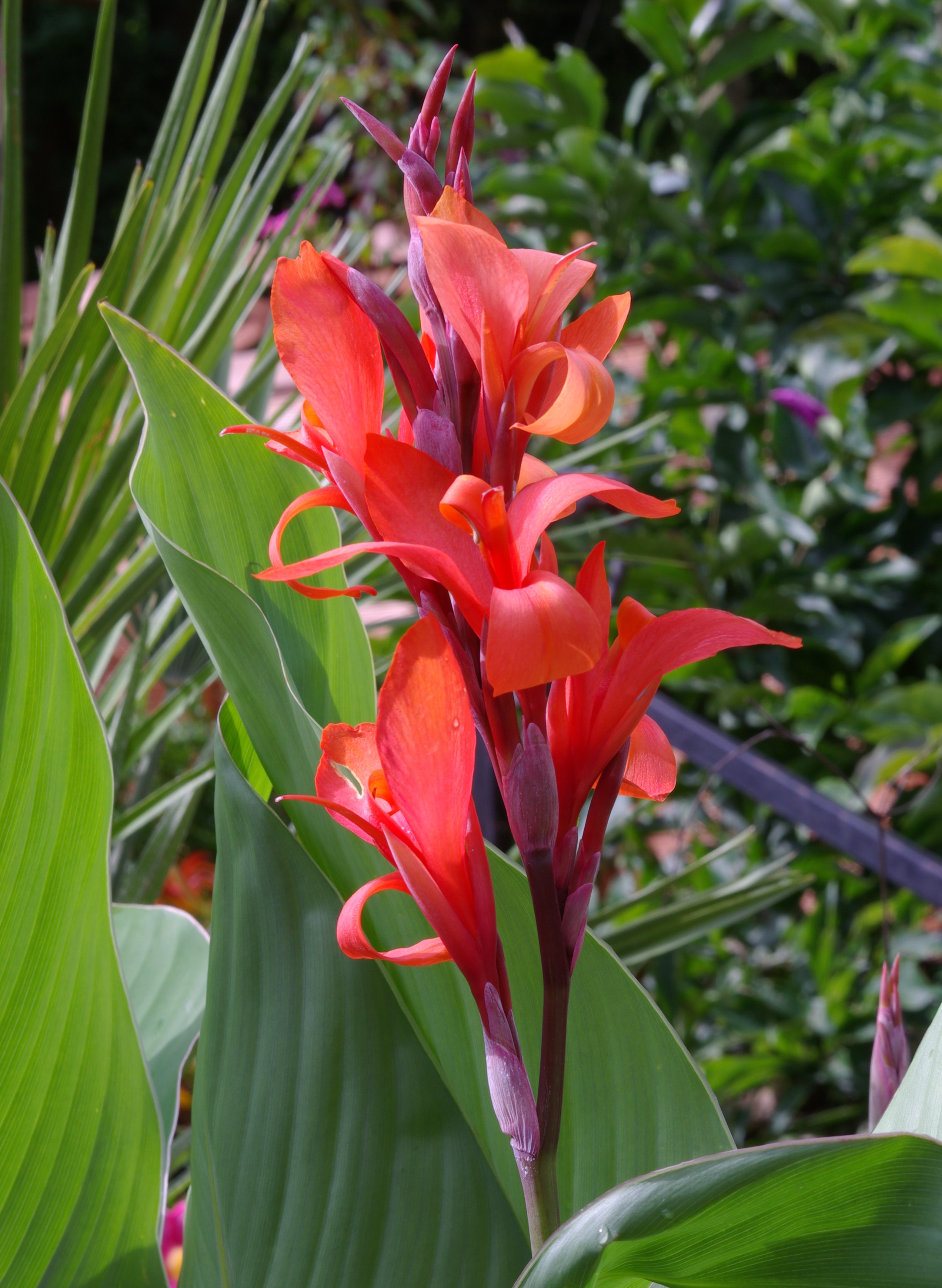
Canna sp. (ripidi)
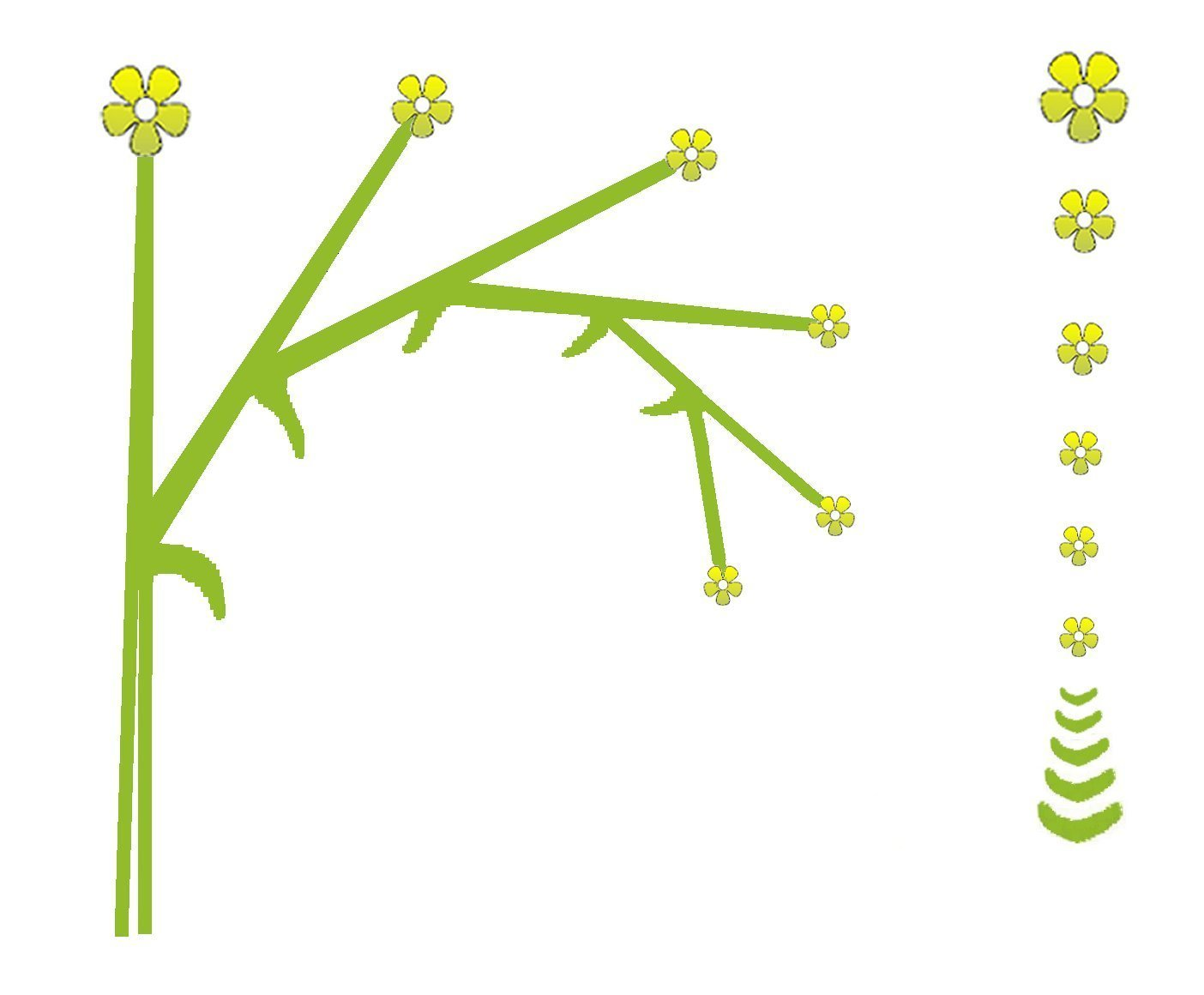
Drepani (visió lateral i superior)
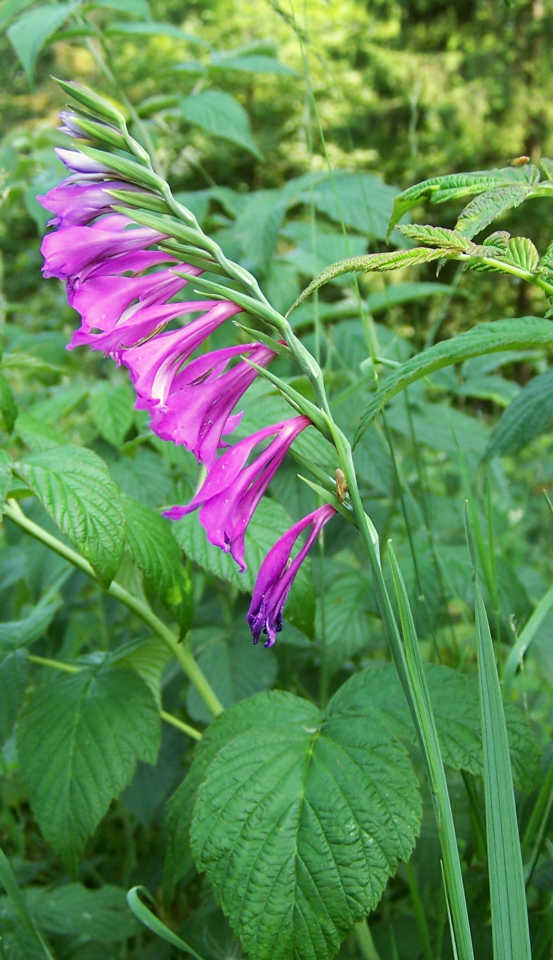
Gladiolus imbricatus (drepani)
Dicasi, visió superior
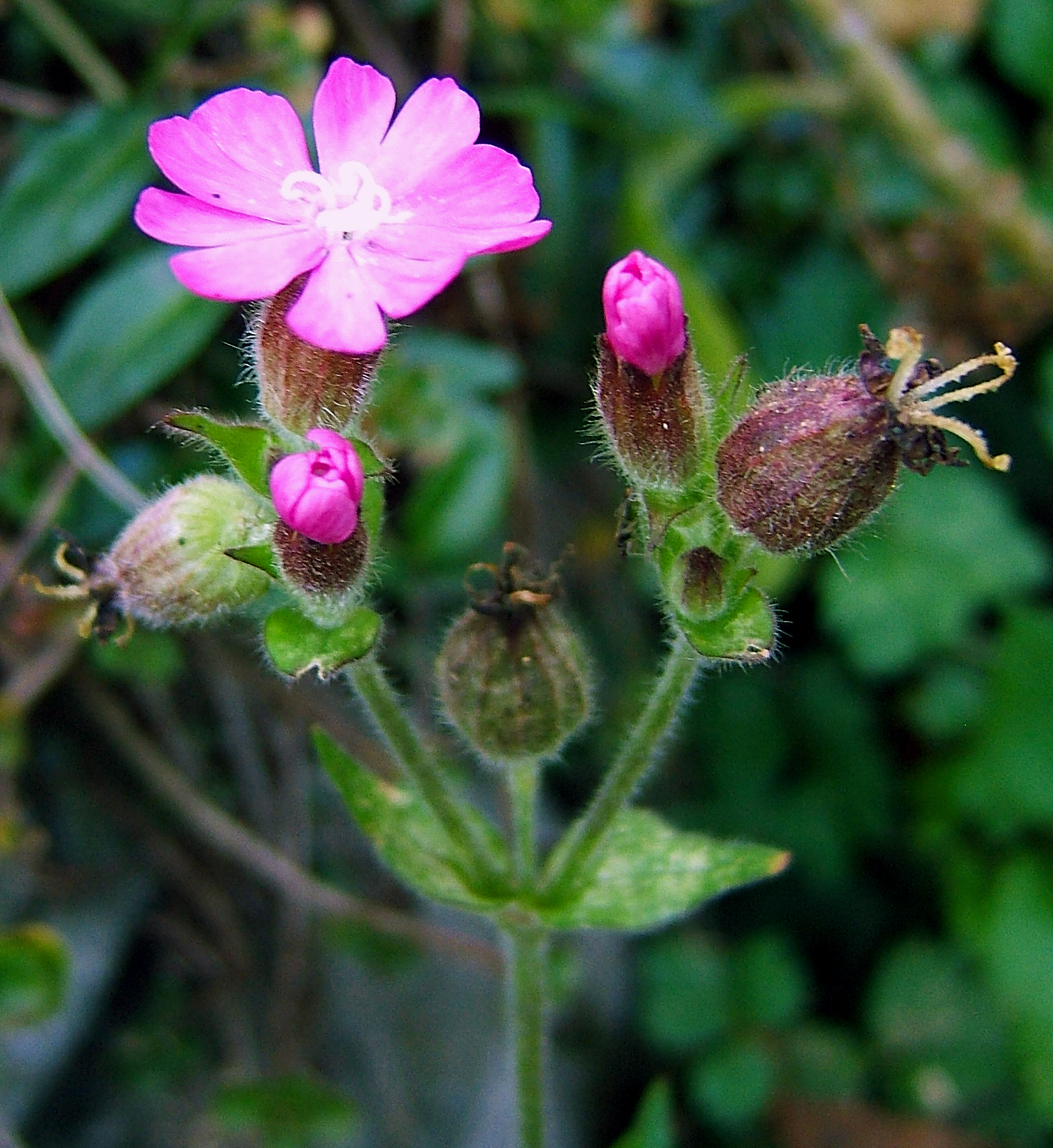
Silene dioica (dicasi)

Un altre tipus d'inflorescència simple definida és la cima botrioide, és a dir, com un raïm amb una flor terminal. Un raïm reduït o cima que creix en l'aixella d'una bràctea es diu fascicle. Un verticil·lastre és un fascicle amb l'estructura d'un dicasi, i és molt comú entre les Lamiaceae. Molts verticil·lastres amb bràctees molt reduïdes poden formar una inflorescència fusiforme que s'anomena tirs.

Botrioide
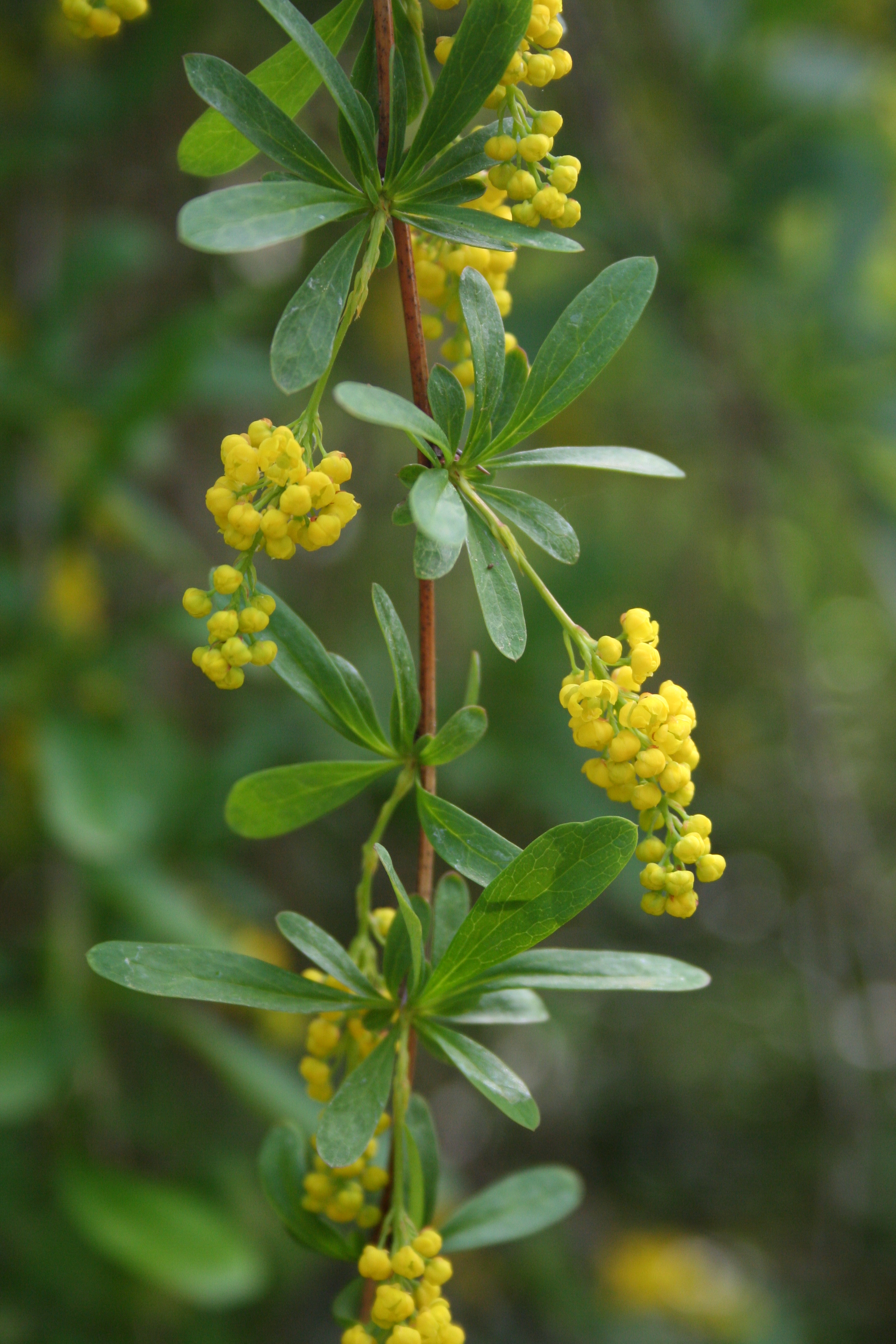
Ex: Berberis vernae
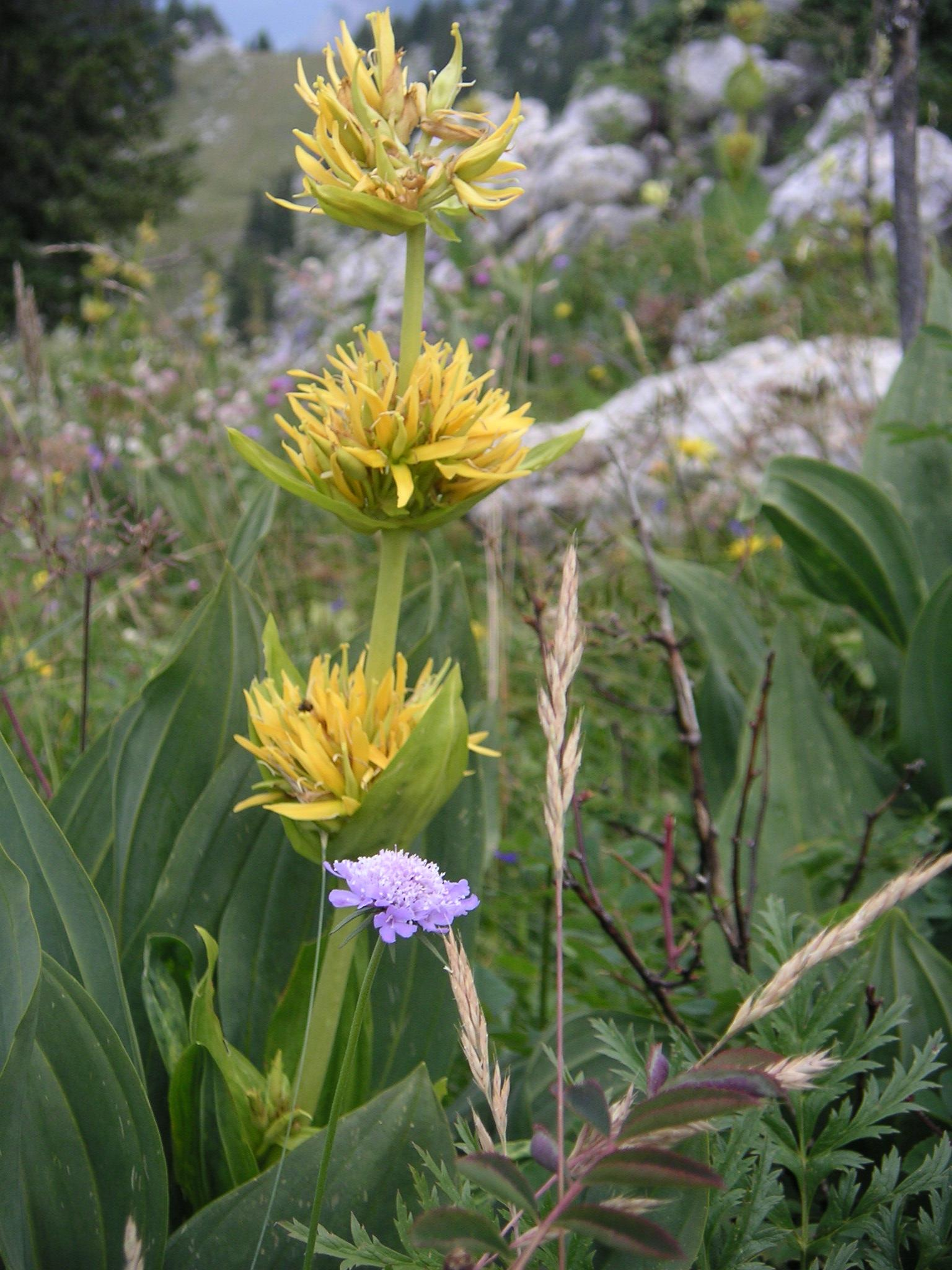
Gentiana lutea (fascicles)
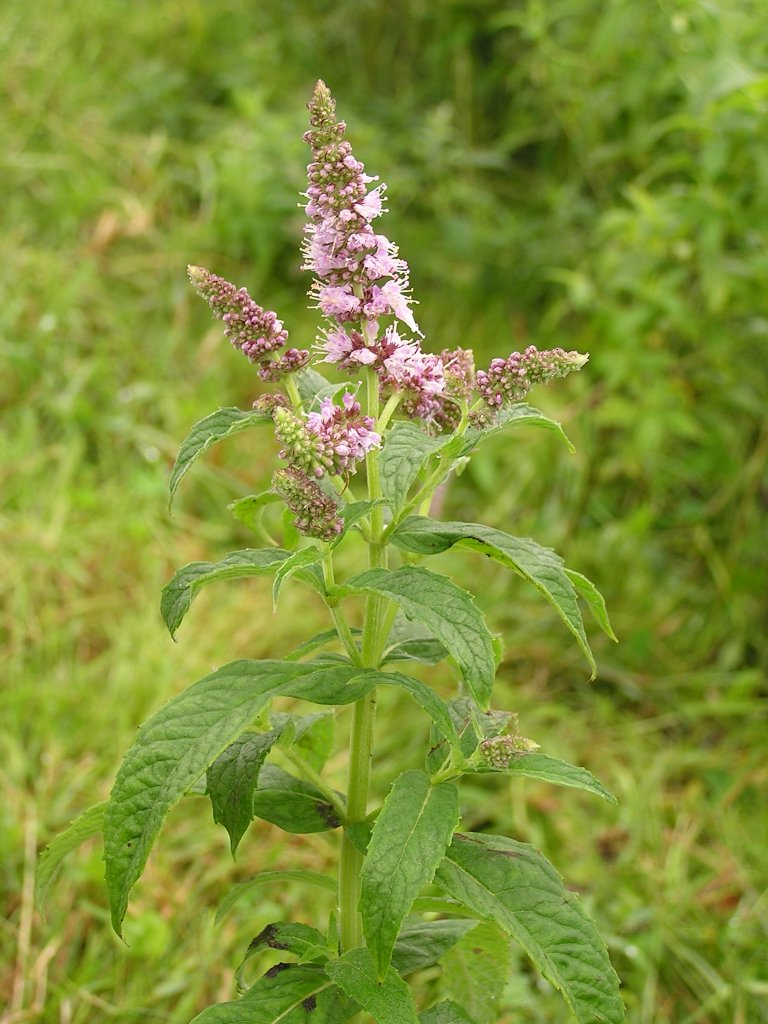
Mentha longifolia (tirs)

### Inflorescències compostes
Es tracta d'inflorescències que no segueixen cap patró específic per a la ramificació de l'eix floral i per això són molt variables. Són formades majoritàriament per la reunió de dues o més inflorescències simples i genèricament s'anomenen sinflorescències. Algunes d'aquestes sinflorescències tenen noms propis, i unes altres són denominades combinant-hi dos noms.

Raïm de raïms
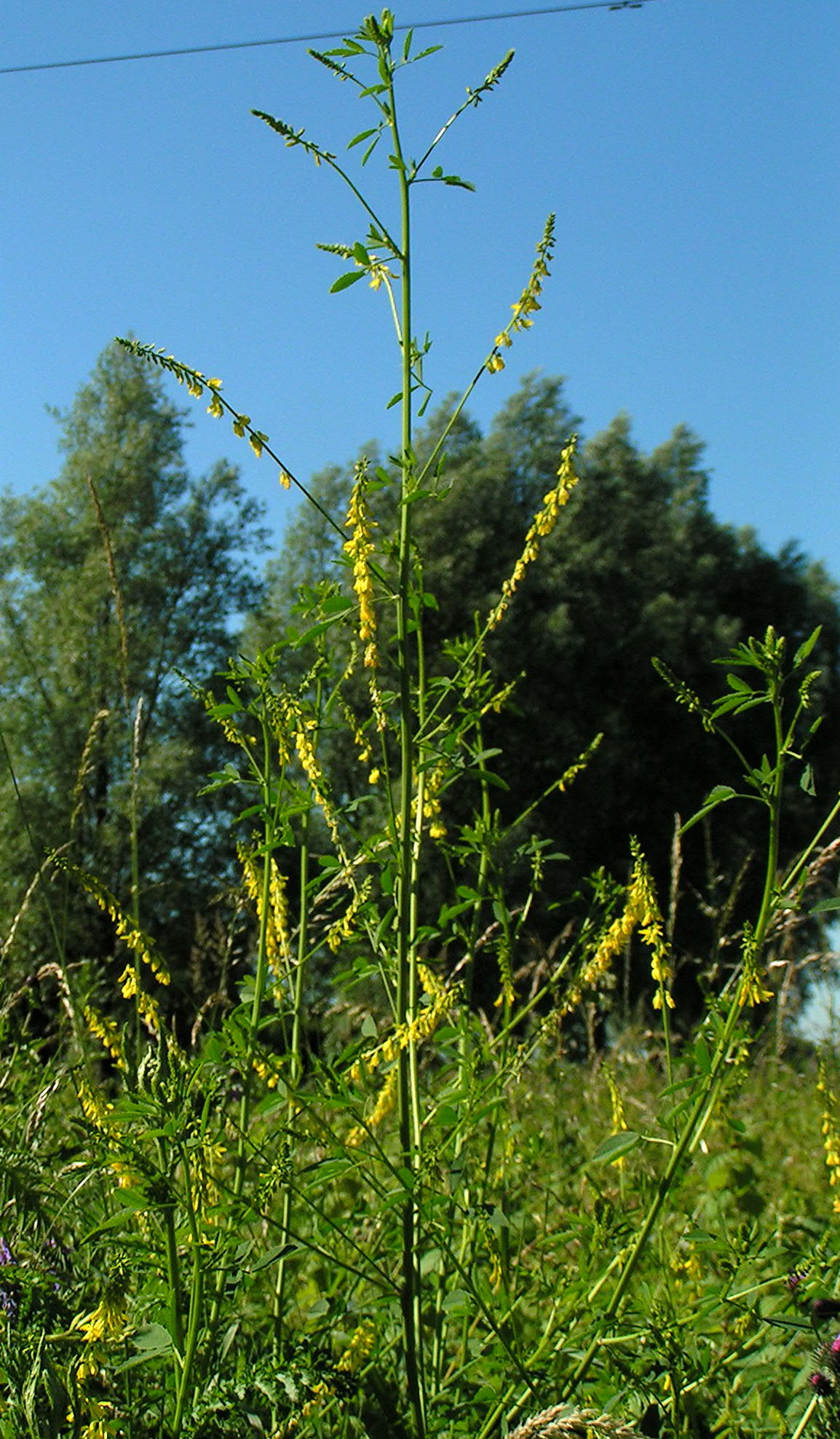
Ex: Melilotus officinalis
Espiga composta
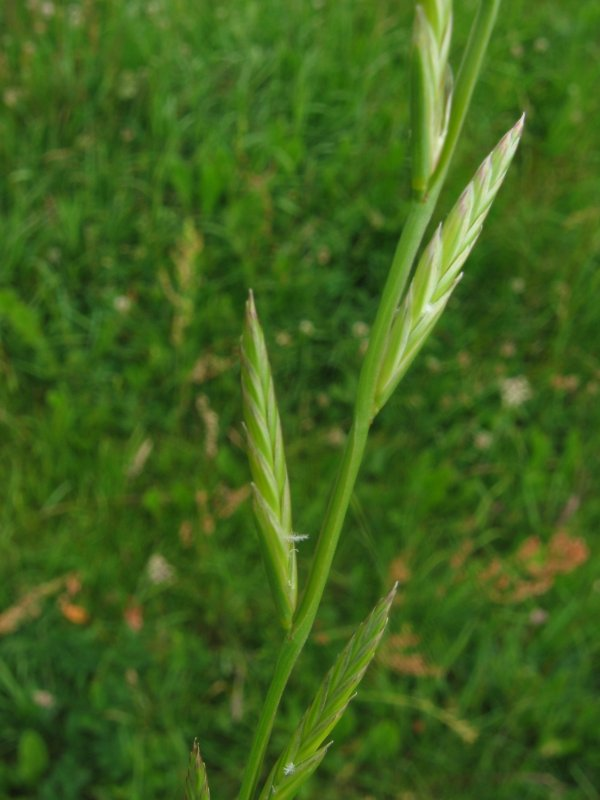
Ex: Lolium temulentum
Capítol compost
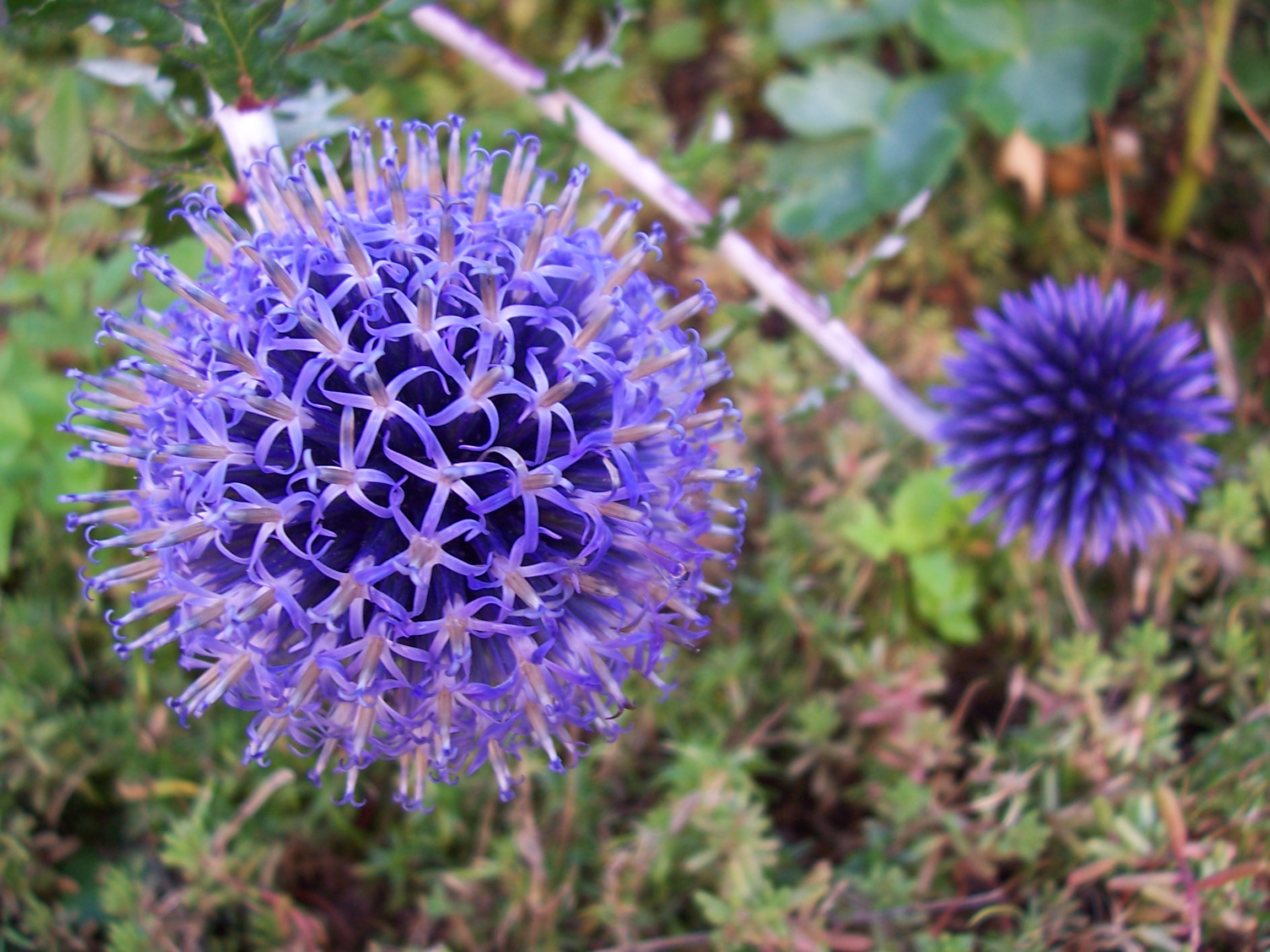
Ex: Echinops ritro
Umbel·la composta
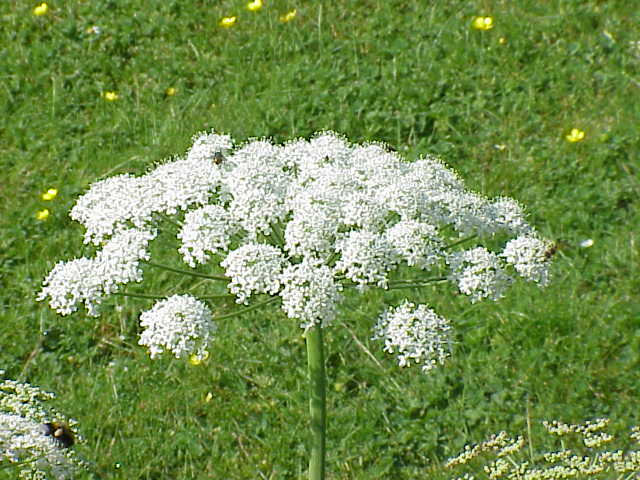
Ex: Laserpicium latifolium

El tipus més comú d'inflorescència composta definit és la panícula. Una panícula és una inflorescència definida cada vegada més irregularment ramificada des de l'extrem superior fins a la base i en la qual cada ramificació té una flor terminal. La inflorescència tipus corimbe és semblant a un raïm, però amb una estructura similar a la panícula. Un altre tipus de panícula és l'antela que és un corimbe cimós amb les flors laterals més altes que les centrals.

Panícula
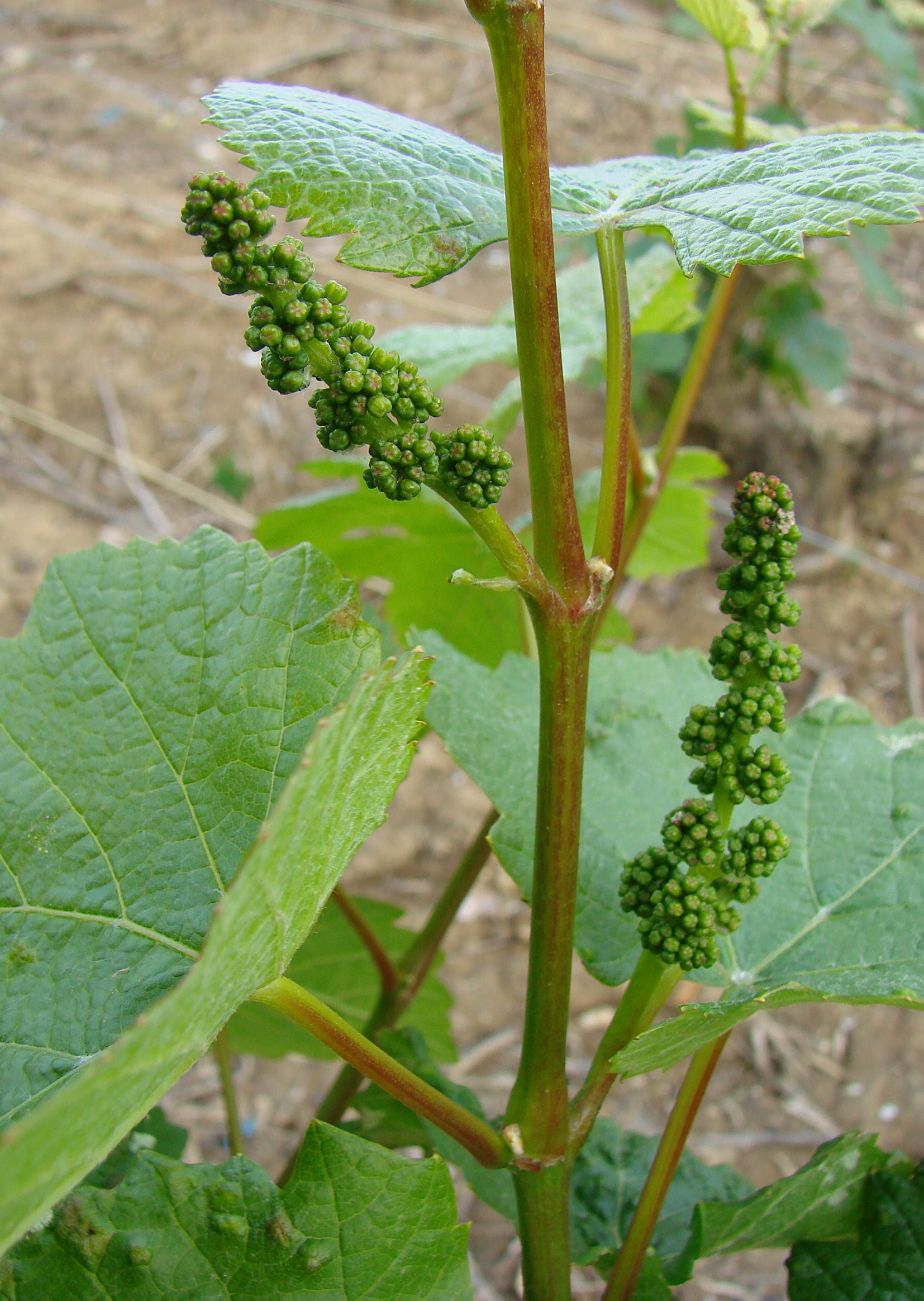
Ex: Vitis vinifera
Corimbe de cimes
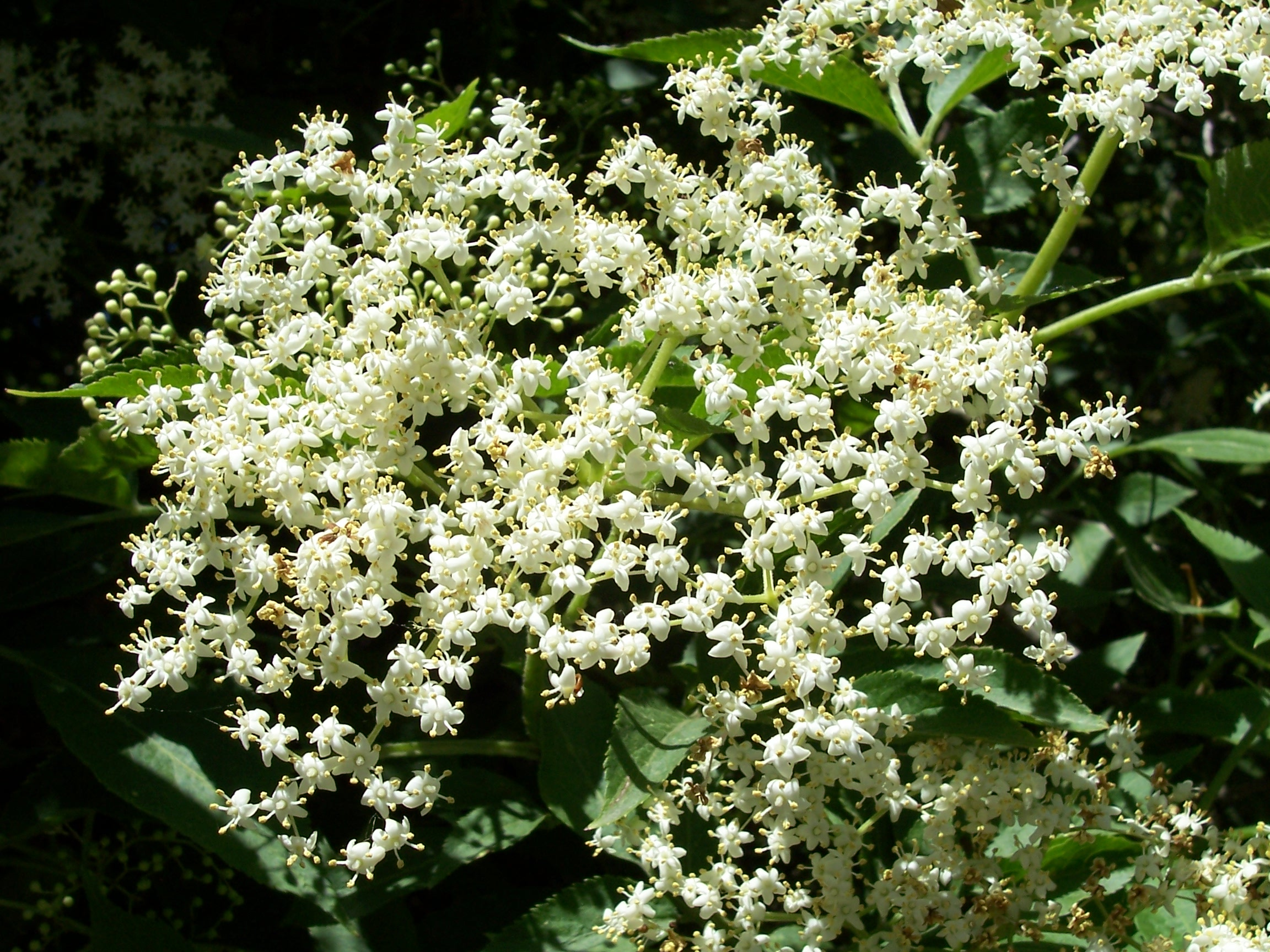
Ex: Sambucus nigra
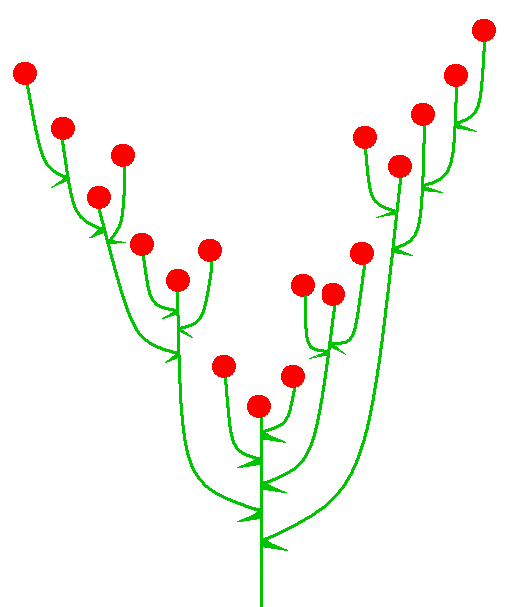
Antela
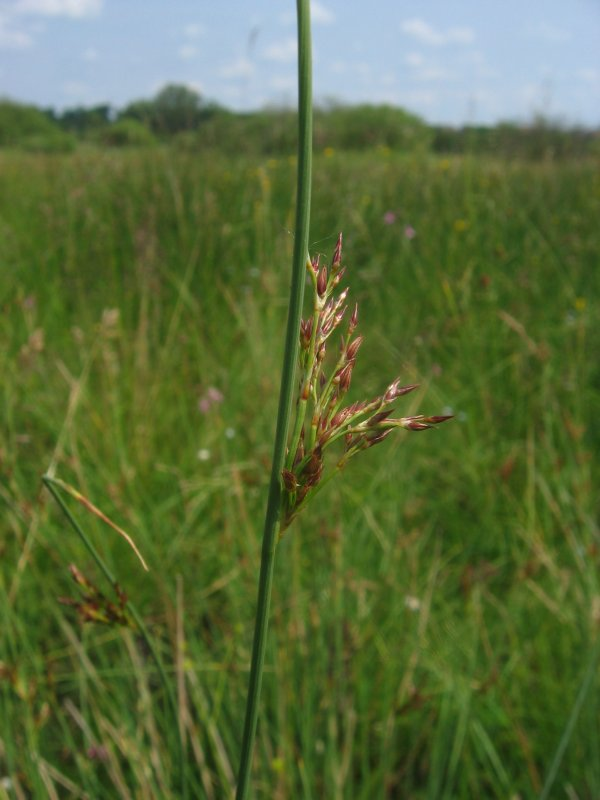
Ex: Juncus inflexus

Un raïm en el qual les flors només es substitueixen per cimes es diu tirs. Una inflorescència botrioide en què les flors són substituïdes per cimes és un tirsoide

Tirs
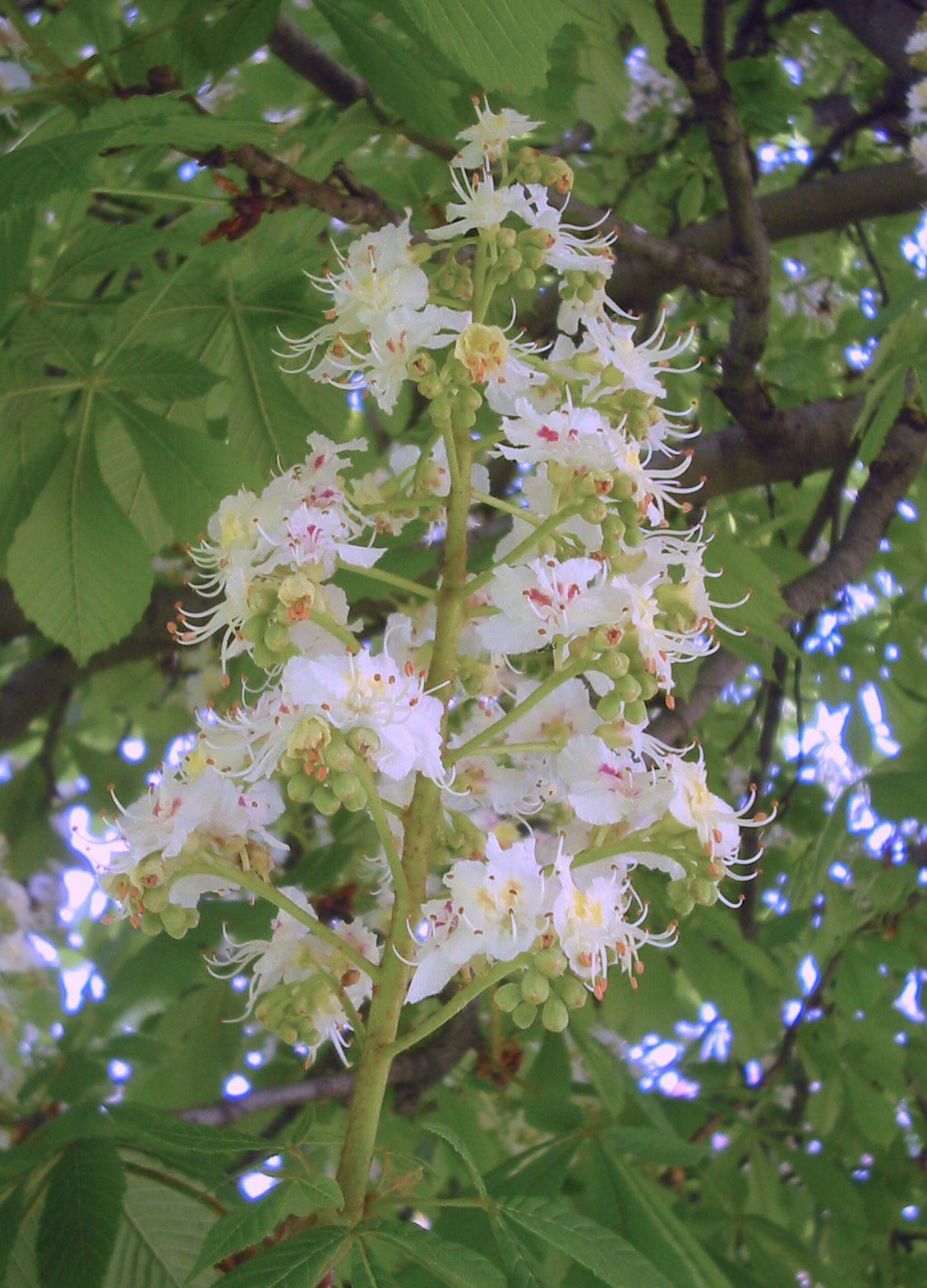
Ex: Aesculus hippocastanum
Tirsoide
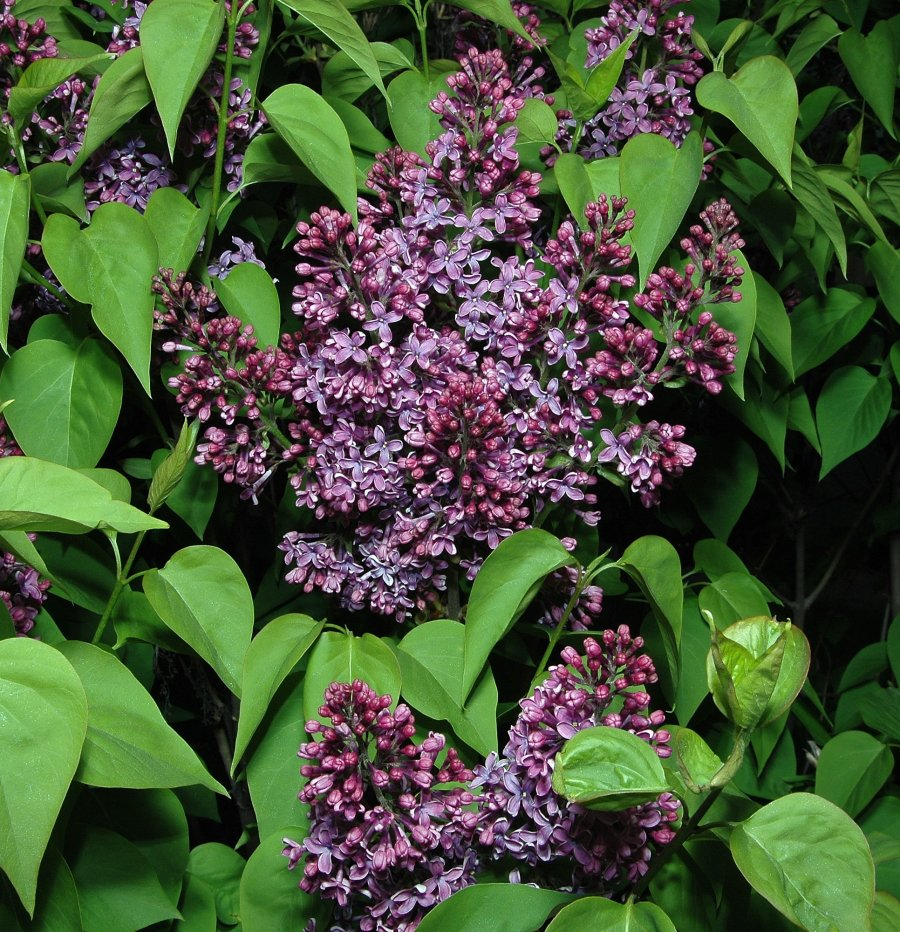
Ex: Syringa vulgaris

Per descomptat, són possibles moltes altres combinacions. Per exemple, els capítols o umbel·les es poden organitzar en un corimbe o una panícula.

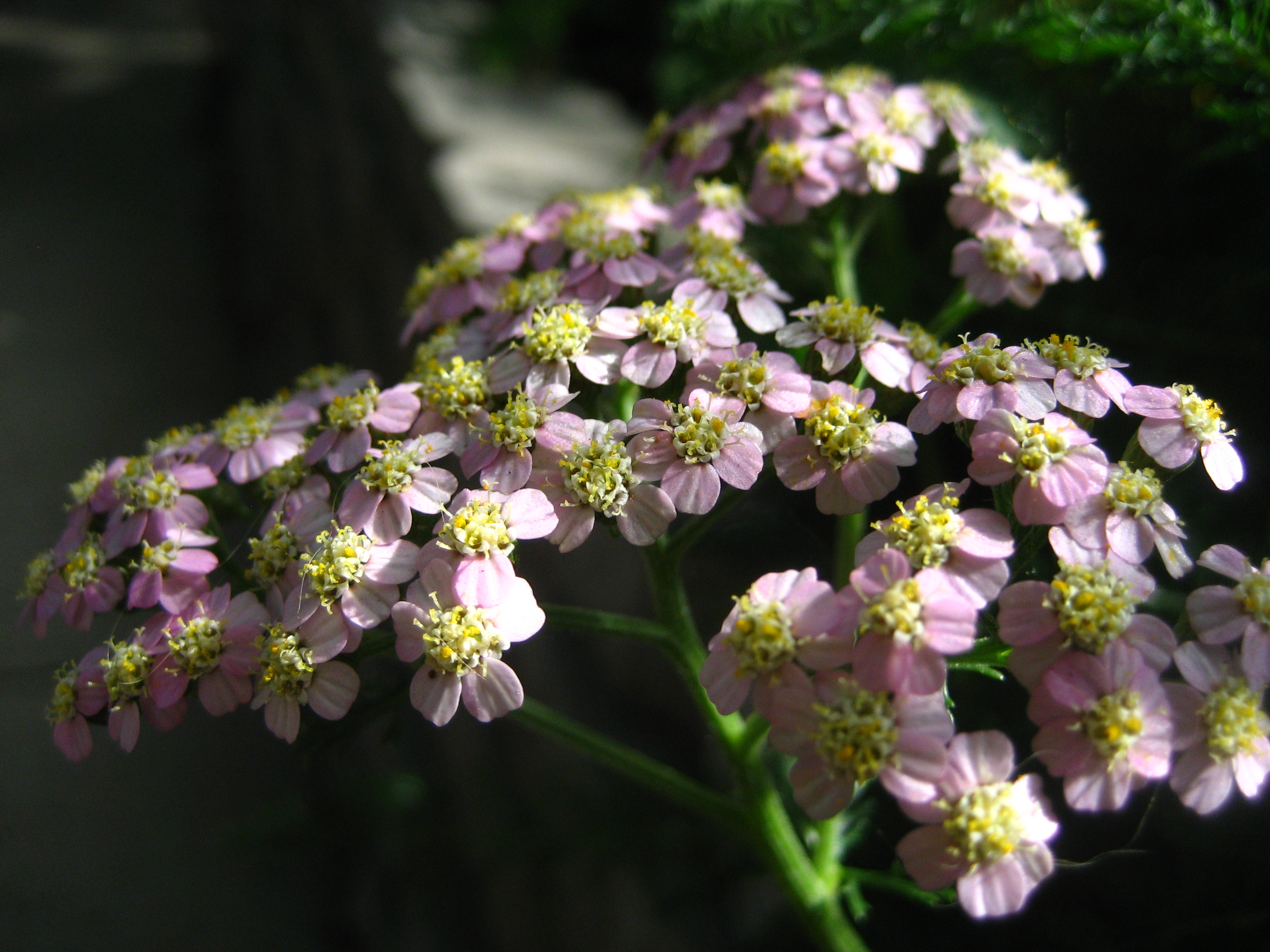
Achillea sp. (capítols en corimbe)
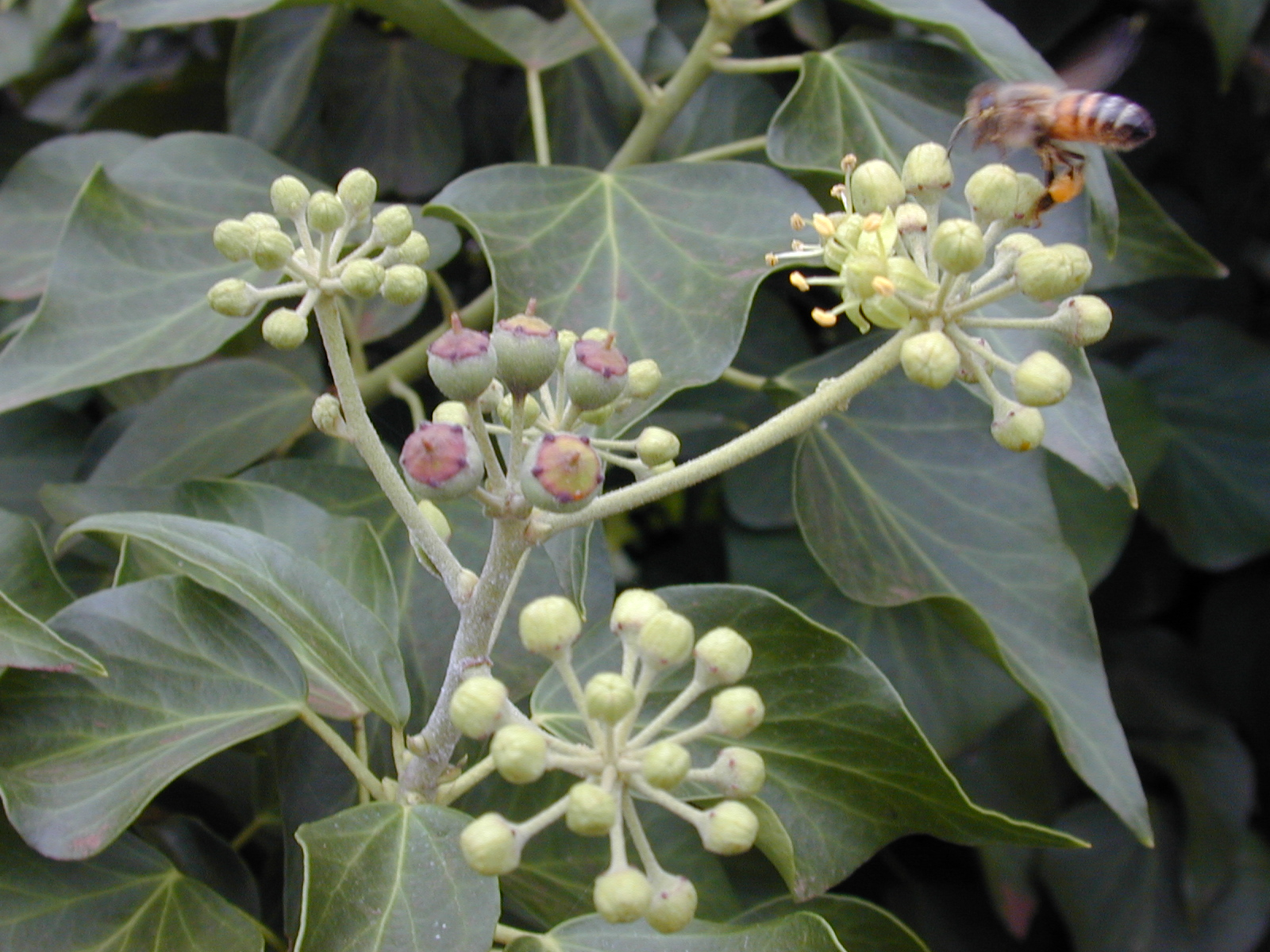
Hedera helix (umbel·les en panícula)

### Altres inflorescències
La família de les Poaceae té una inflorescència peculiar de petites espigues (espiguetes) organitzades en panícules o espigues mal i simplement conegudes com a espiga i panícula. El gènere Ficus (Moraceae) té una inflorescència anomenada siconi i el gènere eufòrbia té inflorescències en ciati que a la vegada, generalment, s'organitzen en pleocasis.

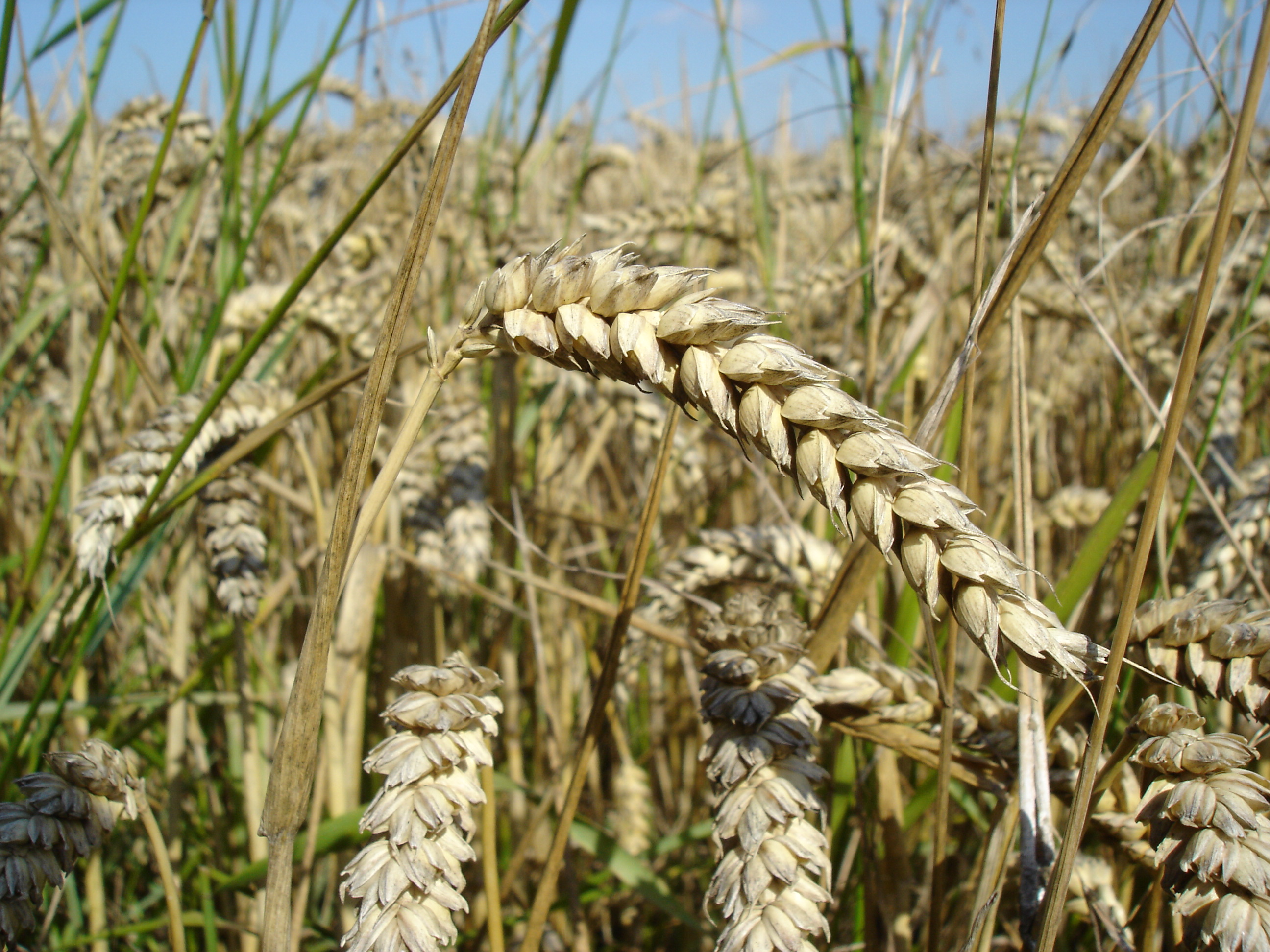
Triticum aestivum (espiga d'espigues)
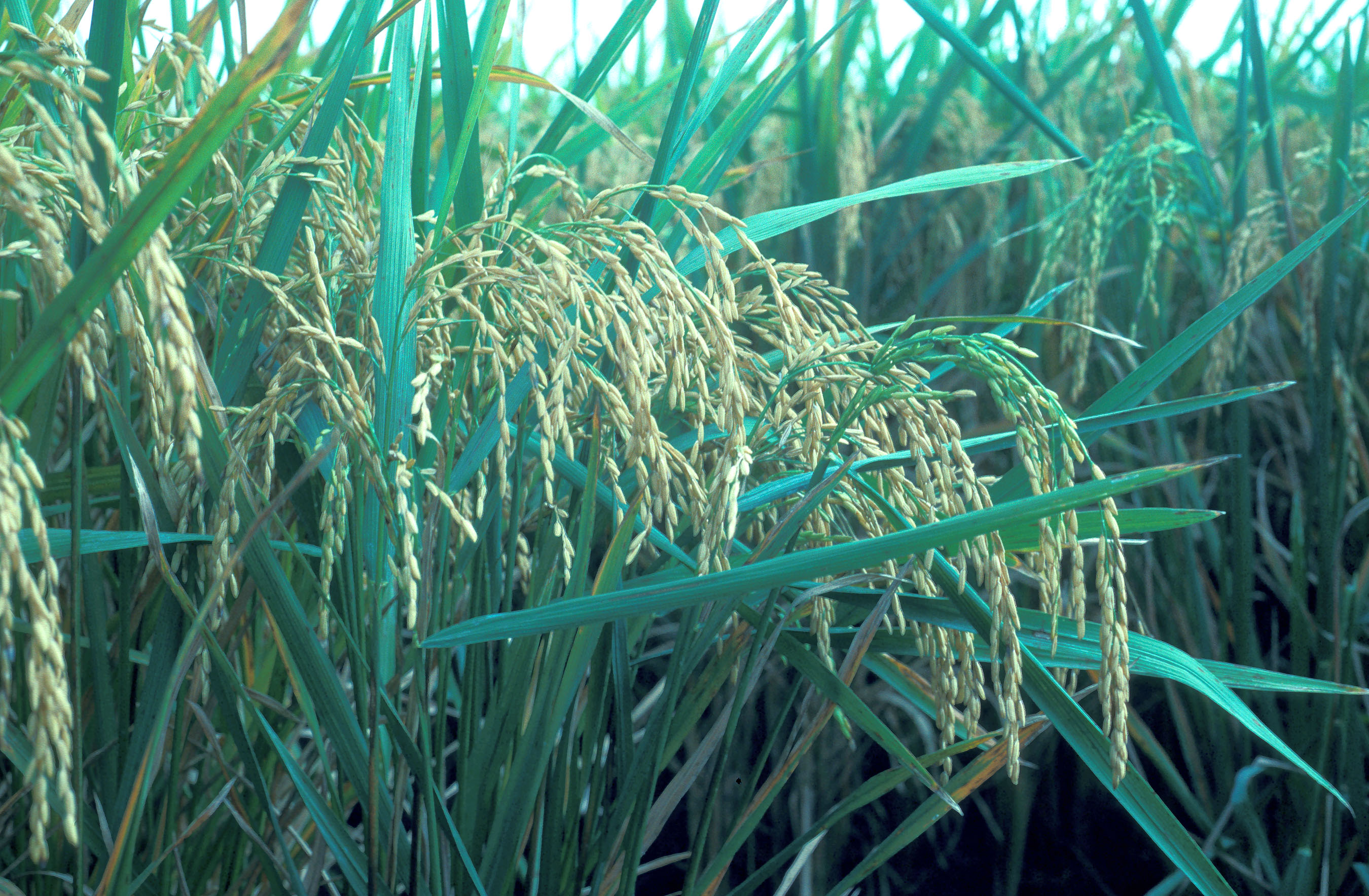
Oryza sativa (espigues en una panícula)
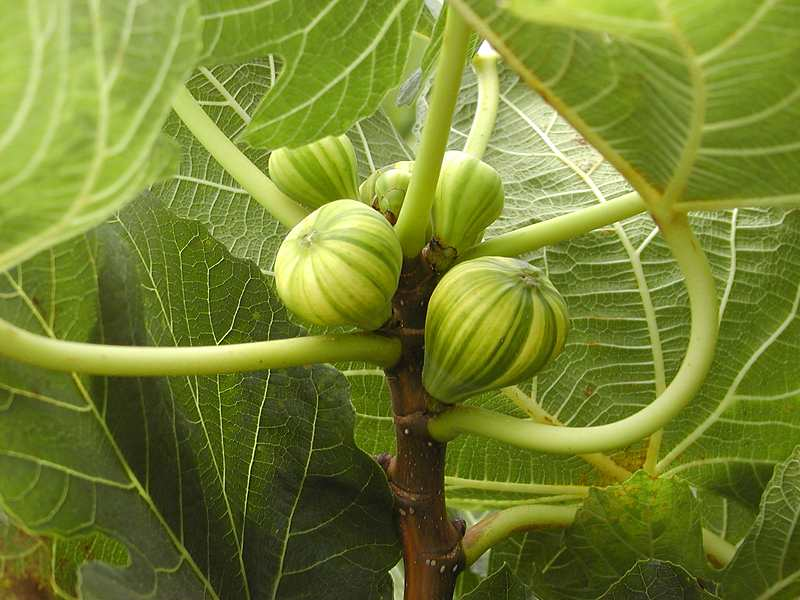
Ficus carica (siconi)
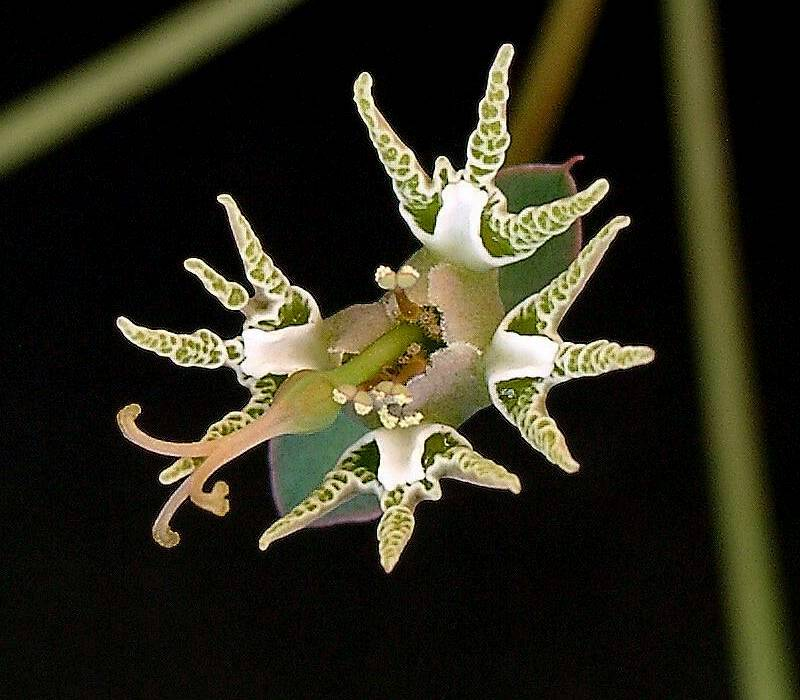
Euphorbia tridentata (ciati)